# Liste der Kreisstädte der Bundesrepublik Deutschland
In dieser Liste werden alle Kreisstädte und Kreishauptorte (ohne Stadtrecht) aufgeführt, die jemals in der Bundesrepublik Deutschland existiert haben oder noch existieren. Alle derzeit noch existierenden Kreisstädte und Kreishauptorte werden in der Liste farblich hervorgehoben.

## Abkürzungen
- A = Auflösung (Aufhebung des Status als Kreisstadt bzw. Kreishauptort)
- E = Eingliederung in eine andere Gemeinde, Eingemeindung
- NÄ = Namensänderung

## Bezeichnungen der Kreise und Landkreise
Für die Bezeichnungen Kreis und Landkreis galten beziehungsweise gelten die folgenden Regelungen:
- In den ursprünglich nicht zu Preußen gehörenden Gebieten hieß die Verwaltungseinheit Landkreis.
- In den Ländern, die früher zu Preußen gehörten, hieß die Verwaltungseinheit grundsätzlich Kreis. Nur bei denjenigen Kreisen, deren Kreisstadt kreisfrei war (einen eigenen Stadtkreis bildete) beziehungsweise aus dem Kreisverband ausschied, wurde die Bezeichnung Landkreis üblich. In diesen Ländern erfolgte die einheitliche Benennung in Landkreis (außer in Schleswig-Holstein) kurz nach dem Zweiten Weltkrieg.
- In Nordrhein-Westfalen heißt seit dem 1. Oktober 1969 die einheitliche Bezeichnung Kreis.
- In Schleswig-Holstein heißt die einheitliche Bezeichnung ohne Unterbrechungen ebenfalls Kreis.
- In den neuen Ländern war die zuletzt in der DDR übliche Bezeichnung Landkreis.

## Listen

### A
| Kreisstadt                | Datum      | Landkreis und/oder Anmerkung        |
| ------------------------- | ---------- | ----------------------------------- |
| Aachen                    | 23.05.1949 | Landkreis Aachen                    |
| Aachen                    | 01.10.1969 | Kreis Aachen                        |
| Aachen                    | 21.10.2009 | Städteregion Aachen                 |
| Aalen                     | 23.05.1949 | Landkreis Aalen                     |
| Aalen                     | 01.01.1973 | Ostalbkreis                         |
| Aalen                     | 21.06.1975 | E > Aalen-Wasseralfingen            |
| Aalen                     | 01.07.1975 | Ostalbkreis                         |
| Aalen-Wasseralfingen      | 21.06.1975 | Ostalbkreis                         |
| Aalen-Wasseralfingen      | 01.07.1975 | NÄ > Aalen                          |
| Ahaus                     | 23.05.1949 | Landkreis Ahaus                     |
| Ahaus                     | 01.10.1969 | Kreis Ahaus                         |
| Ahaus                     | 01.01.1975 | A                                   |
| Ahrweiler                 | 23.05.1949 | Landkreis Ahrweiler                 |
| Ahrweiler                 | 07.06.1969 | E > Bad Neuenahr-Ahrweiler          |
| Aichach                   | 23.05.1949 | Landkreis Aichach                   |
| Aichach                   | 01.07.1972 | Landkreis Augsburg-Ost              |
| Aichach                   | 01.05.1973 | Landkreis Aichach-Friedberg         |
| Alfeld (Leine)            | 23.05.1949 | Landkreis Alfeld (Leine)            |
| Alfeld (Leine)            | 01.08.1977 | A                                   |
| Alsfeld                   | 23.05.1949 | Landkreis Alsfeld                   |
| Alsfeld                   | 01.08.1972 | A                                   |
| Altdorf bei Nürnberg      | 23.05.1949 | Landkreis Nürnberg                  |
| Altdorf bei Nürnberg      | 1965       | A                                   |
| Altena                    | 23.05.1949 | Landkreis Altena                    |
| Altena                    | 01.01.1969 | A                                   |
| Altenburg                 | 03.10.1990 | Landkreis Altenburg                 |
| Altenburg                 | 11.08.1994 | Landkreis Altenburger Land          |
| Altenkirchen (Westerwald) | 23.05.1949 | Landkreis Altenkirchen (Westerwald) |
| Altentreptow              | 03.10.1990 | Landkreis Altentreptow              |
| Altentreptow              | 12.06.1994 | A                                   |
| Altötting                 | 23.05.1949 | Landkreis Altötting                 |
| Alzenau in Unterfranken   | 23.05.1949 | Landkreis Alzenau in Unterfranken   |
| Alzenau in Unterfranken   | 01.07.1972 | A                                   |
| Alzey                     | 23.05.1949 | Landkreis Alzey                     |
| Alzey                     | 07.06.1969 | Landkreis Alzey-Worms               |
| Amberg                    | 23.05.1949 | Landkreis Amberg                    |
| Amberg                    | 01.05.1973 | Landkreis Amberg-Sulzbach           |
| Angermünde                | 03.10.1990 | Landkreis Angermünde                |
| Angermünde                | 06.12.1993 | A                                   |
| Anklam                    | 03.10.1990 | Landkreis Anklam                    |
| Anklam                    | 12.06.1994 | Landkreis Ostvorpommern             |
| Anklam                    | 04.09.2011 | A                                   |
| Annaberg-Buchholz         | 03.10.1990 | Landkreis Annaberg                  |
| Annaberg-Buchholz         | 01.08.2008 | Erzgebirgskreis                     |
| Ansbach                   | 23.05.1949 | Landkreis Ansbach                   |
| Apolda                    | 03.10.1990 | Landkreis Apolda                    |
| Apolda                    | 01.07.1994 | Landkreis Weimar-Land               |
| Apolda                    | 05.11.1994 | Landkreis Weimarer Land             |
| Arnsberg                  | 23.05.1949 | Landkreis Arnsberg                  |
| Arnsberg                  | 01.10.1969 | Kreis Arnsberg                      |
| Arnsberg                  | 01.01.1975 | A                                   |
| Arnstadt                  | 03.10.1990 | Landkreis Arnstadt                  |
| Arnstadt                  | 01.07.1994 | Ilm-Kreis                           |
| Artern                    | 03.10.1990 | Landkreis Artern                    |
| Artern                    | 01.07.1994 | A                                   |
| Aschaffenburg             | 23.05.1949 | Landkreis Aschaffenburg             |
| Aschendorf                | 23.05.1949 | Landkreis Aschendorf-Hümmling       |
| Aschendorf                | 01.01.1973 | E > Papenburg                       |
| Aschersleben              | 03.10.1990 | Landkreis Aschersleben              |
| Aschersleben              | 01.07.1994 | Aschersleben-Staßfurter Landkreis   |
| Aschersleben              | 23.09.1994 | Landkreis Aschersleben-Staßfurt     |
| Aschersleben              | 01.07.2007 | A                                   |
| Aue                       | 03.10.1990 | Landkreis Aue                       |
| Aue                       | 01.08.1994 | Westerzgebirgskreis                 |
| Aue                       | 01.01.1995 | Landkreis Aue-Schwarzenberg         |
| Aue                       | 01.08.2008 | A                                   |
| Auerbach/Vogtland         | 03.10.1990 | Landkreis Auerbach                  |
| Auerbach/Vogtland         | 01.01.1996 | A                                   |
| Augsburg                  | 23.05.1949 | Landkreis Augsburg                  |
| Augsburg                  | 01.07.1972 | Landkreis Augsburg-West             |
| Augsburg                  | 01.05.1973 | Landkreis Augsburg                  |
| Aurich                    | 23.05.1949 | Landkreis Aurich (Ostfriesland)     |
| Aurich                    | 01.08.1977 | Landkreis Aurich                    |

### B
| Kreisstadt                | Datum      | Landkreis und/oder Anmerkung        |
| ------------------------- | ---------- | ----------------------------------- |
| Backnang                  | 23.05.1949 | Landkreis Backnang                  |
| Backnang                  | 01.01.1973 | A                                   |
| Bad Aibling               | 23.05.1949 | Landkreis Bad Aibling               |
| Bad Aibling               | 01.07.1972 | A                                   |
| Bad Belzig                | 01.03.2010 | Landkreis Potsdam-Mittelmark        |
| Bad Bergzabern            | 1964       | Landkreis Bergzabern                |
| Bad Bergzabern            | 07.06.1969 | A                                   |
| Bad Berleburg             | 01.07.1971 | Kreis Wittgenstein                  |
| Bad Berleburg             | 01.01.1975 | A                                   |
| Bad Brückenau             | 08.04.1970 | Landkreis Bad Brückenau             |
| Bad Brückenau             | 01.07.1972 | A                                   |
| Bad Doberan               | 03.10.1990 | Landkreis Bad Doberan               |
| Bad Doberan               | 04.09.2011 | A                                   |
| Bad Dürkheim              | 05.04.1971 | Landkreis Bad Dürkheim              |
| Bad Ems                   | 07.06.1969 | Rhein-Lahn-Kreis                    |
| Bad Fallingbostel         | 05.08.2002 | Landkreis Soltau-Fallingbostel      |
| Bad Fallingbostel         | 01.08.2011 | Landkreis Heidekreis                |
| Bad Freienwalde (Oder)    | 03.10.1990 | Landkreis Bad Freienwalde           |
| Bad Freienwalde (Oder)    | 06.12.1993 | A                                   |
| Bad Gandersheim           | 23.05.1949 | Landkreis Gandersheim               |
| Bad Gandersheim           | 01.08.1977 | A                                   |
| Bad Hersfeld              | 23.05.1949 | Landkreis Hersfeld                  |
| Bad Hersfeld              | 01.08.1972 | Landkreis Hersfeld-Rotenburg        |
| Bad Homburg vor der Höhe  | 23.05.1949 | Obertaunuskreis                     |
| Bad Homburg vor der Höhe  | 01.08.1972 | Hochtaunuskreis                     |
| Bad Kissingen             | 23.05.1949 | Landkreis Bad Kissingen             |
| Bad Kreuznach             | 23.05.1949 | Landkreis Kreuznach                 |
| Bad Kreuznach             | 07.06.1969 | Landkreis Bad Kreuznach             |
| Bad Langensalza           | 03.10.1990 | Landkreis Langensalza               |
| Bad Langensalza           | 01.07.1994 | A                                   |
| Bad Liebenwerda           | 03.10.1990 | Landkreis Bad Liebenwerda           |
| Bad Liebenwerda           | 06.12.1993 | A                                   |
| Bad Mergentheim           | 23.05.1949 | Landkreis Mergentheim               |
| Bad Mergentheim           | 01.01.1973 | A                                   |
| Bad Neuenahr-Ahrweiler    | 07.06.1969 | Landkreis Ahrweiler                 |
| Bad Neustadt an der Saale | 23.05.1949 | Landkreis Bad Neustadt an der Saale |
| Bad Neustadt an der Saale | 01.05.1973 | Landkreis Rhön-Grabfeld             |
| Bad Oldesloe              | 23.05.1949 | Kreis Stormarn                      |
| Bad Reichenhall           | 01.07.1972 | Landkreis Bad Reichenhall           |
| Bad Reichenhall           | 01.05.1973 | Landkreis Berchtesgadener Land      |
| Bad Salzungen             | 03.10.1990 | Landkreis Bad Salzungen             |
| Bad Salzungen             | 01.07.1994 | Wartburgkreis                       |
| Bad Schwalbach            | 23.05.1949 | Untertaunuskreis                    |
| Bad Schwalbach            | 01.07.1977 | Rheingau-Taunus-Kreis               |
| Bad Segeberg              | 23.05.1949 | Kreis Segeberg                      |
| Bad Tölz                  | 23.05.1949 | Landkreis Bad Tölz                  |
| Bad Tölz                  | 01.05.1973 | Landkreis Bad Tölz-Wolfratshausen   |
| Balingen                  | 23.05.1949 | Landkreis Balingen                  |
| Balingen                  | 01.01.1973 | Zollernalbkreis                     |
| Bamberg                   | 23.05.1949 | Landkreis Bamberg                   |
| Bautzen                   | 03.10.1990 | Landkreis Bautzen                   |
| Bayreuth                  | 23.05.1949 | Landkreis Bayreuth                  |
| Beckum                    | 23.05.1949 | Landkreis Beckum                    |
| Beckum                    | 01.10.1969 | Kreis Beckum                        |
| Beckum                    | 01.01.1975 | A                                   |
| Beeskow                   | 03.10.1990 | Landkreis Beeskow                   |
| Beeskow                   | 06.12.1993 | Landkreis Oder-Spree                |
| Beilngries                | 23.05.1949 | Landkreis Beilngries                |
| Beilngries                | 01.07.1972 | A                                   |
| Belzig                    | 03.10.1990 | Landkreis Belzig                    |
| Belzig                    | 06.12.1993 | Landkreis Potsdam-Mittelmark        |
| Belzig                    | 01.03.2010 | NÄ > Bad Belzig                     |
| Berchtesgaden             | 23.05.1949 | Landkreis Berchtesgaden             |
| Berchtesgaden             | 01.07.1972 | A                                   |
| Bergen/Rügen              | 03.10.1990 | Landkreis Rügen                     |
| Bergen/Rügen              | 06.11.1995 | NÄ > Bergen auf Rügen               |
| Bergen auf Rügen          | 06.11.1995 | Landkreis Rügen                     |
| Bergen auf Rügen          | 04.09.2011 | A                                   |
| Bergheim                  | 23.05.1949 | Landkreis Bergheim (Erft)           |
| Bergheim                  | 01.10.1969 | Kreis Bergheim (Erft)               |
| Bergheim                  | 01.01.1975 | Erftkreis                           |
| Bergheim                  | 01.11.2003 | Rhein-Erft-Kreis                    |
| Bergisch Gladbach         | 23.05.1949 | Rheinisch-Bergischer Kreis          |
| Bergzabern                | 23.05.1949 | Landkreis Bergzabern                |
| Bergzabern                | 1964       | NÄ > Bad Bergzabern                 |
| Berleburg                 | 23.05.1949 | Kreis Wittgenstein                  |
| Berleburg                 | 01.10.1953 | Landkreis Wittgenstein              |
| Berleburg                 | 01.10.1969 | Kreis Wittgenstein                  |
| Berleburg                 | 01.07.1971 | NÄ > Bad Berleburg                  |
| Bernau                    | 03.10.1990 | Landkreis Bernau                    |
| Bernau                    | 06.12.1993 | A                                   |
| Bernburg (Saale)          | 03.10.1990 | Landkreis Bernburg                  |
| Bernburg (Saale)          | 01.07.2007 | Landkreis Salzland                  |
| Bernburg (Saale)          | 11.07.2007 | Salzlandkreis                       |
| Bernkastel-Kues           | 23.05.1949 | Landkreis Bernkastel                |
| Bernkastel-Kues           | 07.06.1969 | A                                   |
| Bersenbrück               | 23.05.1949 | Landkreis Bersenbrück               |
| Bersenbrück               | 01.07.1973 | A                                   |
| Biberach an der Riß       | 23.05.1949 | Landkreis Biberach                  |
| Biedenkopf                | 23.05.1949 | Landkreis Biedenkopf                |
| Biedenkopf                | 01.07.1974 | A                                   |
| Bielefeld                 | 23.05.1949 | Landkreis Bielefeld                 |
| Bielefeld                 | 01.10.1969 | Kreis Bielefeld                     |
| Bielefeld                 | 01.01.1973 | A                                   |
| Bingen                    | 23.05.1949 | Landkreis Bingen                    |
| Bingen                    | 07.06.1969 | A                                   |
| Birkenfeld                | 23.05.1949 | Landkreis Birkenfeld                |
| Bischofswerda             | 03.10.1990 | Landkreis Bischofswerda             |
| Bischofswerda             | 01.08.1994 | A                                   |
| Bitburg                   | 23.05.1949 | Landkreis Bitburg                   |
| Bitburg                   | 07.11.1970 | Landkreis Bitburg-Prüm              |
| Bitburg                   | 01.01.2007 | Eifelkreis Bitburg-Prüm             |
| Bitterfeld                | 03.10.1990 | Landkreis Bitterfeld                |
| Bitterfeld                | 01.07.2007 | A                                   |
| Böblingen                 | 23.05.1949 | Landkreis Böblingen                 |
| Bogen                     | 23.05.1949 | Landkreis Bogen                     |
| Bogen                     | 01.07.1972 | A                                   |
| Bonn                      | 23.05.1949 | Landkreis Bonn                      |
| Bonn                      | 01.08.1969 | A                                   |
| Borken                    | 23.05.1949 | Landkreis Borken                    |
| Borken                    | 01.10.1969 | Kreis Borken                        |
| Borna                     | 03.10.1990 | Landkreis Borna                     |
| Borna                     | 01.08.1994 | A                                   |
| Borna                     | 01.01.1999 | Landkreis Leipziger Land            |
| Borna                     | 01.08.2008 | Landkreis Leipzig                   |
| Brake in Lippe            | 23.05.1949 | Landkreis Lemgo                     |
| Brake in Lippe            | 01.01.1969 | E > Lemgo                           |
| Brake (Unterweser)        | 23.05.1949 | Landkreis Wesermarsch               |
| Brandenburg an der Havel  | 15.06.1993 | Landkreis Brandenburg               |
| Brandenburg an der Havel  | 06.12.1993 | A                                   |
| Brandenburg               | 03.10.1990 | Landkreis Brandenburg               |
| Brandenburg               | 15.06.1993 | NÄ > Brandenburg an der Havel       |
| Brand-Erbisdorf           | 03.10.1990 | Landkreis Brand-Erbisdorf           |
| Brand-Erbisdorf           | 01.08.1994 | A                                   |
| Braunlage                 | 23.05.1949 | Landkreis Blankenburg               |
| Braunlage                 | 01.07.1972 | A                                   |
| Braunschweig              | 23.05.1949 | Landkreis Braunschweig              |
| Braunschweig              | 01.03.1974 | A                                   |
| Bremerhaven               | 23.05.1949 | Landkreis Wesermünde                |
| Bremerhaven               | 01.08.1977 | A                                   |
| Bremervörde               | 23.05.1949 | Landkreis Bremervörde               |
| Bremervörde               | 01.08.1977 | A                                   |
| Brilon                    | 23.05.1949 | Landkreis Brilon                    |
| Brilon                    | 01.10.1969 | Kreis Brilon                        |
| Brilon                    | 01.01.1975 | A                                   |
| Bruchsal                  | 23.05.1949 | Landkreis Bruchsal                  |
| Bruchsal                  | 01.01.1973 | A                                   |
| Brückenau                 | 23.05.1949 | Landkreis Brückenau                 |
| Brückenau                 | 08.04.1970 | NÄ > Bad Brückenau                  |
| Buchen (Odenwald)         | 23.05.1949 | Landkreis Buchen                    |
| Buchen (Odenwald)         | 01.01.1973 | A                                   |
| Büdingen                  | 23.05.1949 | Landkreis Büdingen                  |
| Büdingen                  | 01.08.1972 | A                                   |
| Bühl                      | 23.05.1949 | Landkreis Bühl                      |
| Bühl                      | 01.01.1973 | A                                   |
| Büren                     | 23.05.1949 | Landkreis Büren                     |
| Büren                     | 01.10.1969 | Kreis Büren                         |
| Büren                     | 1.01.1975  | A                                   |
| Burg                      | 03.10.1990 | Landkreis Burg                      |
| Burg                      | 01.07.1994 | Landkreis Jerichower Land           |
| Burgdorf                  | 23.05.1949 | Landkreis Burgdorf                  |
| Burgdorf                  | 01.03.1974 | A                                   |
| Burglengenfeld            | 23.05.1949 | Landkreis Burglengenfeld            |
| Burglengenfeld            | 01.07.1972 | A                                   |
| Burgsteinfurt             | 23.05.1949 | Landkreis Steinfurt                 |
| Burgsteinfurt             | 01.10.1969 | Kreis Steinfurt                     |
| Burgsteinfurt             | 01.01.1975 | E > Steinfurt                       |
| Bützow                    | 03.10.1990 | Landkreis Bützow                    |
| Bützow                    | 12.06.1994 | A                                   |

### C
| Kreisstadt           | Datum      | Landkreis und/oder Anmerkung |
| -------------------- | ---------- | ---------------------------- |
| Calau                | 03.10.1990 | Landkreis Calau              |
| Calau                | 06.12.1993 | A                            |
| Calw                 | 23.05.1949 | Landkreis Calw               |
| Calw                 | 01.01.1975 | E > Calw-Hirsau              |
| Calw                 | 01.01.1976 | Landkreis Calw               |
| Calw-Hirsau          | 01.01.1975 | Landkreis Calw               |
| Calw-Hirsau          | 01.01.1976 | NÄ > Calw                    |
| Celle                | 23.05.1949 | Landkreis Celle              |
| Cham                 | 23.05.1949 | Landkreis Cham               |
| Chemnitz             | 03.10.1990 | Landkreis Chemnitz           |
| Chemnitz             | 01.08.1994 | A                            |
| Clausthal-Zellerfeld | 23.05.1949 | Landkreis Zellerfeld         |
| Clausthal-Zellerfeld | 01.07.1972 | A                            |
| Cloppenburg          | 23.05.1949 | Landkreis Cloppenburg        |
| Coburg               | 23.05.1949 | Landkreis Coburg             |
| Cochem               | 23.05.1949 | Landkreis Cochem             |
| Cochem               | 07.06.1969 | Landkreis Cochem-Zell        |
| Coesfeld             | 23.05.1949 | Landkreis Coesfeld           |
| Coesfeld             | 01.10.1969 | Kreis Coesfeld               |
| Cottbus              | 03.10.1990 | Landkreis Cottbus            |
| Cottbus              | 06.12.1993 | A                            |
| Crailsheim           | 23.05.1949 | Landkreis Crailsheim         |
| Crailsheim           | 01.01.1973 | A                            |
| Cuxhaven             | 01.08.1977 | Landkreis Cuxhaven           |

### D
| Kreisstadt             | Datum      | Landkreis und/oder Anmerkung     |
| ---------------------- | ---------- | -------------------------------- |
| Dachau                 | 23.05.1949 | Landkreis Dachau                 |
| Dannenberg             | 23.05.1949 | Landkreis Dannenberg             |
| Dannenberg             | 1951       | A                                |
| Darmstadt              | 23.05.1949 | Landkreis Darmstadt              |
| Darmstadt              | 01.01.1977 | Landkreis Darmstadt-Dieburg      |
| Daun                   | 23.05.1949 | Landkreis Daun                   |
| Daun                   | 01.01.2007 | Landkreis Vulkaneifel            |
| Deggendorf             | 23.05.1949 | Landkreis Deggendorf             |
| Delitzsch              | 03.10.1990 | Landkreis Delitzsch              |
| Delitzsch              | 01.08.2008 | A                                |
| Demmin                 | 03.10.1990 | Landkreis Demmin                 |
| Demmin                 | 04.09.2011 | A                                |
| Detmold                | 23.05.1949 | Landkreis Detmold                |
| Detmold                | 01.10.1969 | Kreis Detmold                    |
| Detmold                | 01.01.1973 | Kreis Lippe                      |
| Dieburg                | 23.05.1949 | Landkreis Dieburg                |
| Dieburg                | 01.01.1977 | A                                |
| Diepholz               | 23.05.1949 | Landkreis Grafschaft Diepholz    |
| Diepholz               | 01.08.1977 | Landkreis Diepholz               |
| Dietzenbach            | 21.06.2002 | Landkreis Offenbach              |
| Diez                   | 23.05.1949 | Unterlahnkreis                   |
| Diez                   | 07.06.1969 | A                                |
| Dillenburg             | 23.05.1949 | Dillkreis                        |
| Dillenburg             | 01.07.1977 | A                                |
| Dillingen an der Donau | 23.05.1949 | Landkreis Dillingen an der Donau |
| Dingolfing             | 23.05.1949 | Landkreis Dingolfing             |
| Dingolfing             | 01.07.1972 | Landkreis Untere Isar            |
| Dingolfing             | 01.05.1973 | Landkreis Dingolfing-Landau      |
| Dinkelsbühl            | 23.05.1949 | Landkreis Dinkelsbühl            |
| Dinkelsbühl            | 01.07.1972 | A                                |
| Dinslaken              | 23.05.1949 | Landkreis Dinslaken              |
| Dinslaken              | 01.10.1969 | Kreis Dinslaken                  |
| Dinslaken              | 01.01.1975 | A                                |
| Dippoldiswalde         | 03.10.1990 | Landkreis Dippoldiswalde         |
| Dippoldiswalde         | 01.08.1994 | Weißeritzkreis                   |
| Dippoldiswalde         | 01.08.2008 | A                                |
| Döbeln                 | 03.10.1990 | Landkreis Döbeln                 |
| Döbeln                 | 01.08.2008 | A                                |
| Donaueschingen         | 23.05.1949 | Landkreis Donaueschingen         |
| Donaueschingen         | 01.01.1973 | A                                |
| Donauwörth             | 23.05.1949 | Landkreis Donauwörth             |
| Donauwörth             | 01.07.1972 | A                                |
| Donauwörth             | 01.05.1973 | Landkreis Donau-Ries             |
| Dresden                | 03.10.1990 | Landkreis Dresden                |
| Dresden                | 01.01.1996 | A                                |
| Duderstadt             | 23.05.1949 | Landkreis Duderstadt             |
| Duderstadt             | 01.01.1973 | A                                |
| Düren                  | 23.05.1949 | Landkreis Düren                  |
| Düren                  | 01.10.1969 | Kreis Düren                      |
| Düsseldorf             | 23.05.1949 | Landkreis Düsseldorf-Mettmann    |
| Düsseldorf             | 1954       | A                                |

### E
| Kreisstadt                  | Datum      | Landkreis und/oder Anmerkung          |
| --------------------------- | ---------- | ------------------------------------- |
| Ebermannstadt               | 23.05.1949 | Landkreis Ebermannstadt               |
| Ebermannstadt               | 01.07.1972 | A                                     |
| Ebern                       | 23.05.1949 | Landkreis Ebern                       |
| Ebern                       | 01.07.1972 | A                                     |
| Ebersberg                   | 23.05.1949 | Landkreis Ebersberg                   |
| Eberswalde                  | 01.07.1993 | Landkreis Eberswalde                  |
| Eberswalde                  | 06.12.1993 | Landkreis Barnim                      |
| Eberswalde-Finow            | 03.10.1990 | Landkreis Eberswalde                  |
| Eberswalde-Finow            | 01.07.1993 | NÄ > Eberswalde                       |
| Eckernförde                 | 23.05.1949 | Kreis Eckernförde                     |
| Eckernförde                 | 26.04.1970 | A                                     |
| Eggenfelden                 | 23.05.1949 | Landkreis Eggenfelden                 |
| Eggenfelden                 | 01.07.1972 | A                                     |
| Ehingen                     | 23.05.1949 | Landkreis Ehingen                     |
| Ehingen                     | 01.01.1973 | A                                     |
| Eichstätt                   | 23.05.1949 | Landkreis Eichstätt                   |
| Eilenburg                   | 03.10.1990 | Landkreis Eilenburg                   |
| Eilenburg                   | 01.08.1994 | A                                     |
| Einbeck                     | 23.05.1949 | Landkreis Einbeck                     |
| Einbeck                     | 01.03.1974 | A                                     |
| Eisenach                    | 03.10.1990 | Landkreis Eisenach                    |
| Eisenach                    | 01.07.1994 | A                                     |
| Eisenberg                   | 03.10.1990 | Landkreis Eisenberg                   |
| Eisenberg                   | 01.08.1994 | Holzlandkreis                         |
| Eisenberg                   | 29.09.1994 | Saale-Holzland-Kreis                  |
| Eisenhüttenstadt            | 03.10.1990 | Landkreis Eisenhüttenstadt            |
| Eisenhüttenstadt            | 06.12.1993 | A                                     |
| Eisleben                    |            | → Lutherstadt Eisleben                |
| Elmshorn1                   | 06.10.2011 | Kreis Pinneberg                       |
| Emmendingen                 | 23.05.1949 | Landkreis Emmendingen                 |
| Erbach                      | 23.05.1949 | Landkreis Erbach                      |
| Erbach                      | 01.08.1972 | Odenwaldkreis in Hessen               |
| Erding                      | 23.05.1949 | Landkreis Erding                      |
| Erfurt                      | 03.10.1990 | Landkreis Erfurt                      |
| Erfurt                      | 01.07.1994 | A                                     |
| Erkelenz                    | 23.05.1949 | Landkreis Erkelenz                    |
| Erkelenz                    | 01.10.1969 | Kreis Erkelenz                        |
| Erkelenz                    | 01.01.1972 | Kreis Heinsberg                       |
| Erkelenz                    | 1.02.1982  | A                                     |
| Erlangen                    | 23.051949  | Landkreis Erlangen                    |
| Erlangen                    | 01.05.1973 | Landkreis Erlangen-Höchstadt          |
| Eschenbach in der Oberpfalz | 23.05.1949 | Landkreis Eschenbach in der Oberpfalz |
| Eschenbach in der Oberpfalz | 01.07.1972 | A                                     |
| Eschwege                    | 23.05.1949 | Landkreis Eschwege                    |
| Eschwege                    | 01.01.1974 | Werra-Meißner-Kreis                   |
| Eßlingen am Neckar          | 23.05.1949 | Landkreis Eßlingen                    |
| Eßlingen am Neckar          | 16.10.1962 | NÄ > Esslingen am Neckar              |
| Esslingen am Neckar         | 16.10.1962 | Landkreis Esslingen                   |
| Euskirchen                  | 23.05.1949 | Landkreis Euskirchen                  |
| Euskirchen                  | 01.10.1969 | Kreis Euskirchen                      |
| Eutin                       | 23.05.1949 | Kreis Eutin                           |
| Eutin                       | 26.04.1970 | Kreis Ostholstein                     |

Fußnote
1 Im Kreis Pinneberg wird in dessen Hauptsatzung weiterhin die Stadt Pinneberg als Amtssitz der Verwaltung angegeben.

### F
| Kreisstadt           | Datum      | Landkreis und/oder Anmerkung       |
| -------------------- | ---------- | ---------------------------------- |
| Fallingbostel        | 23.05.1949 | Landkreis Fallingbostel            |
| Fallingbostel        | 01.08.1977 | Landkreis Soltau-Fallingbostel     |
| Fallingbostel        | 05.08.2002 | NÄ > Bad Fallingbostel             |
| Feuchtwangen         | 23.05.1949 | Landkreis Feuchtwangen             |
| Feuchtwangen         | 01.07.1972 | A                                  |
| Finsterwalde         | 03.10.1990 | Landkreis Finsterwalde             |
| Finsterwalde         | 06.12.1993 | A                                  |
| Flensburg            | 23.05.1949 | Kreis Flensburg-Land               |
| Flensburg            | 24.03.1974 | A                                  |
| Flöha                | 03.10.1990 | Landkreis Flöha                    |
| Flöha                | 01.08.1994 | A                                  |
| Forchheim            | 23.05.1949 | Landkreis Forchheim                |
| Forst (Lausitz)      | 03.10.1990 | Landkreis Forst                    |
| Forst (Lausitz)      | 06.12.1993 | Landkreis Spree-Neiße              |
| Frankenberg          | 23.05.1949 | Landkreis Frankenberg              |
| Frankenberg          | 01.01.1974 | A                                  |
| Frankenthal (Pfalz)  | 23.05.1949 | Landkreis Frankenthal (Pfalz)      |
| Frankenthal (Pfalz)  | 07.06.1969 | A                                  |
| Frankfurt am Main    | 23.05.1949 | Main-Taunus-Kreis                  |
| Frankfurt am Main    | 01.01.1980 | A                                  |
| Freiberg             | 03.10.1990 | Landkreis Freiberg                 |
| Freiberg             | 01.08.2008 | Landkreis Mittelsachsen            |
| Freiburg im Breisgau | 23.05.1949 | Landkreis Freiburg                 |
| Freiburg im Breisgau | 01.01.1973 | Landkreis Breisgau-Hochschwarzwald |
| Freising             | 23.05.1949 | Landkreis Freising                 |
| Freital              | 03.10.1990 | Landkreis Freital                  |
| Freital              | 01.08.1994 | A                                  |
| Freudenstadt         | 23.05.1949 | Landkreis Freudenstadt             |
| Freyung              | 01.04.1954 | Landkreis Wolfstein                |
| Freyung              | 01.07.1972 | Landkreis Freyung                  |
| Freyung              | 01.05.1973 | Landkreis Freyung-Grafenau         |
| Friedberg            | 23.05.1949 | Landkreis Friedberg in Bayern      |
| Friedberg            | 01.07.1972 | A                                  |
| Friedberg (Hessen)   | 23.05.1949 | Landkreis Friedberg in Hessen      |
| Friedberg (Hessen)   | 01.08.1972 | Wetteraukreis                      |
| Friedrichshafen      | 01.01.1973 | Bodenseekreis                      |
| Fritzlar             | 23.05.1949 | Landkreis Fritzlar-Homberg         |
| Fritzlar             | 01.01.1974 | A                                  |
| Fulda                | 23.05.1949 | Landkreis Fulda                    |
| Fürstenfeldbruck     | 23.05.1949 | Landkreis Fürstenfeldbruck         |
| Fürstenwalde (Spree) | 03.10.1990 | Landkreis Fürstenwalde             |
| Fürstenwalde (Spree) | 06.12.1993 | A                                  |
| Fürth                | 23.05.1949 | Landkreis Fürth                    |
| Fürth                | 18.02.2003 | A                                  |
| Füssen               | 23.05.1949 | Landkreis Füssen                   |
| Füssen               | 01.07.1972 | A                                  |

### G
| Kreisstadt             | Datum      | Landkreis und/oder Anmerkung          |
| ---------------------- | ---------- | ------------------------------------- |
| Gadebusch              | 03.10.1990 | Landkreis Gadebusch                   |
| Gadebusch              | 12.06.1994 | A                                     |
| Gardelegen             | 03.10.1990 | Landkreis Gardelegen                  |
| Gardelegen             | 01.07.1994 | A                                     |
| Garmisch-Partenkirchen | 23.05.1949 | Landkreis Garmisch-Partenkirchen      |
| Geilenkirchen          | 23.05.1949 | Landkreis Geilenkirchen-Heinsberg     |
| Geilenkirchen          | 1951       | Selfkantkreis Geilenkirchen-Heinsberg |
| Geilenkirchen          | 01.01.1972 | A                                     |
| Geithain               | 03.10.1990 | Landkreis Geithain                    |
| Geithain               | 01.08.1994 | A                                     |
| Geldern                | 23.05.1949 | Landkreis Geldern                     |
| Geldern                | 01.10.1969 | Kreis Geldern                         |
| Geldern                | 01.01.1975 | A                                     |
| Gelnhausen             | 23.05.1949 | Landkreis Gelnhausen                  |
| Gelnhausen             | 01.07.1974 | A                                     |
| Gelnhausen             | 01.07.2005 | Main-Kinzig-Kreis                     |
| Gemünden am Main       | 23.05.1949 | Landkreis Gemünden am Main            |
| Gemünden am Main       | 01.07.1972 | A                                     |
| Genthin                | 03.10.1990 | Landkreis Genthin                     |
| Genthin                | 01.07.1994 | A                                     |
| Gera                   | 03.10.1990 | Landkreis Gera                        |
| Gera                   | 01.07.1994 | A                                     |
| Germersheim            | 23.05.1949 | Landkreis Germersheim                 |
| Gerolzhofen            | 23.05.1949 | Landkreis Gerolzhofen                 |
| Gerolzhofen            | 01.07.1972 | A                                     |
| Gießen                 | 23.05.1949 | Landkreis Gießen                      |
| Gießen                 | 01.01.1977 | A                                     |
| Gießen                 | 01.08.1979 | Landkreis Gießen                      |
| Gifhorn                | 23.05.1949 | Landkreis Gifhorn                     |
| Glauchau               | 03.10.1990 | Landkreis Glauchau                    |
| Glauchau               | 01.07.1994 | Landkreis Chemnitzer Land             |
| Glauchau               | 01.08.2008 | A                                     |
| Göppingen              | 23.05.1949 | Landkreis Göppingen                   |
| Görlitz                | 03.10.1990 | Landkreis Görlitz                     |
| Görlitz                | 01.08.1994 | Niederschlesischer Oberlausitzkreis   |
| Görlitz                | 24.05.1996 | A                                     |
| Görlitz                | 01.08.2008 | Landkreis Görlitz                     |
| Goslar                 | 23.05.1949 | Landkreis Goslar                      |
| Gotha                  | 03.10.1990 | Landkreis Gotha                       |
| Göttingen              | 23.05.1949 | Landkreis Göttingen                   |
| Grafenau               | 23.05.1949 | Landkreis Grafenau                    |
| Grafenau               | 01.07.1972 | A                                     |
| Gräfenhainichen        | 03.10.1990 | Landkreis Gräfenhainichen             |
| Gräfenhainichen        | 01.07.1994 | A                                     |
| Gransee                | 03.10.1990 | Landkreis Gransee                     |
| Gransee                | 06.12.1993 | A                                     |
| Greifswald             | 03.10.1990 | Landkreis Greifswald                  |
| Greifswald             | 12.06.1994 | A                                     |
| Greifswald             | 04.09.2011 | Landkreis Südvorpommern               |
| Greifswald             | 07.09.2011 | Landkreis Vorpommern-Greifswald       |
| Greiz                  | 03.10.1990 | Landkreis Greiz                       |
| Grevenbroich           | 23.05.1949 | Landkreis Grevenbroich                |
| Grevenbroich           | 01.10.1969 | Kreis Grevenbroich                    |
| Grevenbroich           | 01.01.1975 | A                                     |
| Grevesmühlen           | 03.10.1990 | Landkreis Grevesmühlen                |
| Grevesmühlen           | 12.06.1994 | Landkreis Nordwestmecklenburg         |
| Grevesmühlen           | 04.09.2011 | A                                     |
| Griesbach im Rottal    | 23.05.1949 | Landkreis Griesbach im Rottal         |
| Griesbach im Rottal    | 01.01.1972 | A                                     |
| Grimma                 | 03.10.1990 | Landkreis Grimma                      |
| Grimma                 | 01.08.1994 | Muldentalkreis                        |
| Grimma                 | 01.08.2008 | A                                     |
| Grimmen                | 03.10.1990 | Landkreis Grimmen                     |
| Grimmen                | 12.06.1994 | Landkreis Nordvorpommern              |
| Grimmen                | 04.09.2011 | A                                     |
| Großenhain             | 03.10.1990 | Landkreis Großenhain                  |
| Großenhain             | 01.08.1994 | Landkreis Riesa-Großenhain            |
| Großenhain             | 01.08.2008 | A                                     |
| Groß-Gerau             | 23.05.1949 | Landkreis Groß-Gerau                  |
| Guben                  | 03.10.1990 | Landkreis Guben                       |
| Guben                  | 06.12.1993 | A                                     |
| Gummersbach            | 23.05.1949 | Oberbergischer Kreis                  |
| Günzburg               | 23.05.1949 | Landkreis Günzburg                    |
| Günzburg               | 01.07.1972 | Günzkreis                             |
| Günzburg               | 01.05.1973 | Landkreis Günzburg                    |
| Gunzenhausen           | 23.05.1949 | Landkreis Gunzenhausen                |
| Gunzenhausen           | 01.07.1972 | A                                     |
| Güstrow                | 03.10.1990 | Landkreis Güstrow                     |
| Güstrow                | 04.09.2011 | Landkreis Mittleres Mecklenburg       |
| Güstrow                | 07.09.2011 | Landkreis Rostock                     |
| Gütersloh              | 1997       | Kreis Gütersloh                       |

### H
| Kreisstadt                   | Datum      | Landkreis und/oder Anmerkung      |
| ---------------------------- | ---------- | --------------------------------- |
| Hagenow                      | 03.10.1990 | Landkreis Hagenow                 |
| Hagenow                      | 12.06.1994 | A                                 |
| Hainichen                    | 03.10.1990 | Landkreis Hainichen               |
| Hainichen                    | 01.08.1994 | A                                 |
| Halberstadt                  | 03.10.1990 | Landkreis Halberstadt             |
| Halberstadt                  | 01.07.2007 | Landkreis Harz                    |
| Haldensleben                 | 03.10.1990 | Landkreis Haldensleben            |
| Haldensleben                 | 01.07.1994 | Ohre-Kreis                        |
| Haldensleben                 | 02.08.1994 | Ohrekreis                         |
| Haldensleben                 | 01.07.2007 | Landkreis Börde                   |
| Halle (Saale)                | 03.10.1990 | Saalkreis                         |
| Halle (Saale)                | 01.07.2007 | A                                 |
| Halle (Westfalen)            | 23.05.1949 | Landkreis Halle (Westfalen)       |
| Halle (Westfalen)            | 01.10.1969 | Kreis Halle (Westfalen)           |
| Halle (Westfalen)            | 01.01.1973 | A                                 |
| Hameln                       | 23.05.1949 | Landkreis Hameln-Pyrmont          |
| Hammelburg                   | 23.05.1949 | Landkreis Hammelburg              |
| Hammelburg                   | 01.07.1972 | A                                 |
| Hanau                        | 23.05.1949 | Landkreis Hanau                   |
| Hanau                        | 01.07.1974 | Main-Kinzig-Kreis                 |
| Hanau                        | 01.07.2005 | A                                 |
| Hannover                     | 23.05.1949 | Landkreis Hannover                |
| Hannover                     | 01.11.2001 | Region Hannover                   |
| Haßfurt                      | 23.05.1949 | Landkreis Haßfurt                 |
| Haßfurt                      | 01.07.1972 | Haßberg-Kreis                     |
| Haßfurt                      | 01.05.1973 | Landkreis Haßberge                |
| Havelberg                    | 03.10.1990 | Landkreis Havelberg               |
| Havelberg                    | 01.07.1994 | A                                 |
| Hechingen                    | 23.05.1949 | Landkreis Hechingen               |
| Hechingen                    | 01.01.1973 | A                                 |
| Heide                        | 23.05.1949 | Kreis Norderdithmarschen          |
| Heide                        | 26.04.1970 | Kreis Dithmarschen                |
| Heidelberg                   | 23.05.1949 | Landkreis Heidelberg              |
| Heidelberg                   | 01.01.1973 | Rhein-Neckar-Kreis                |
| Heidenheim                   | 23.05.1949 | Landkreis Heidenheim              |
| Heidenheim                   | 19.10.1957 | NÄ > Heidenheim an der Brenz      |
| Heidenheim an der Brenz      | 19.10.1957 | Landkreis Heidenheim              |
| Heilbronn                    | 23.05.1949 | Landkreis Heilbronn               |
| Heilbad Heiligenstadt        | 03.10.1990 | Landkreis Heiligenstadt           |
| Heilbad Heiligenstadt        | 01.07.1994 | Landkreis Eichsfeld               |
| Heinsberg                    | 01.02.1982 | Kreis Heinsberg                   |
| Helmstedt                    | 23.05.1949 | Landkreis Helmstedt               |
| Heppenheim an der Bergstraße | 23.05.1949 | Landkreis Bergstraße              |
| Heppenheim an der Bergstraße | 01.01.1975 | NÄ > Heppenheim (Bergstraße)      |
| Heppenheim (Bergstraße)      | 01.01.1975 | Landkreis Bergstraße              |
| Herford                      | 23.05.1949 | Landkreis Herford                 |
| Herford                      | 01.10.1969 | Kreis Herford                     |
| Hersbruck                    | 23.05.1949 | Landkreis Hersbruck               |
| Hersbruck                    | 01.07.1972 | A                                 |
| Herzberg (Elster)            | 03.10.1990 | Landkreis Herzberg                |
| Herzberg (Elster)            | 06.12.1993 | Landkreis Elbe-Elster             |
| Hettstedt                    | 03.10.1990 | Landkreis Hettstedt               |
| Hettstedt                    | 01.07.1994 | A                                 |
| Hildburghausen               | 03.10.1990 | Landkreis Hildburghausen          |
| Hildesheim                   | 23.05.1949 | Landkreis Hildesheim-Marienburg   |
| Hildesheim                   | 01.03.1974 | Landkreis Hildesheim              |
| Hilpoltstein                 | 23.05.1949 | Landkreis Hilpoltstein            |
| Hilpoltstein                 | 01.07.1972 | A                                 |
| Höchstadt an der Aisch       | 23.05.1949 | Landkreis Höchstadt an der Aisch  |
| Höchstadt an der Aisch       | 01.07.1972 | A                                 |
| Hof                          | 23.05.1949 | Landkreis Hof                     |
| Hofgeismar                   | 23.05.1949 | Landkreis Hofgeismar              |
| Hofgeismar                   | 01.08.1972 | A                                 |
| Hofheim am Taunus            | 01.01.1980 | Main-Taunus-Kreis                 |
| Hofheim in Unterfranken      | 23.05.1949 | Landkreis Hofheim in Unterfranken |
| Hofheim in Unterfranken      | 01.07.1972 | A                                 |
| Hohenmölsen                  | 03.10.1990 | Landkreis Hohenmölsen             |
| Hohenmölsen                  | 01.07.1994 | A                                 |
| Hohenstein-Ernstthal         | 03.10.1990 | Landkreis Hohenstein-Ernstthal    |
| Hohenstein-Ernstthal         | 01.08.1994 | A                                 |
| Holzminden                   | 23.05.1949 | Landkreis Holzminden              |
| Homberg                      | 01.01.1974 | Schwalm-Eder-Kreis                |
| Homberg                      | 01.01.1977 | NA > Homberg (Efze)               |
| Homberg (Efze)               | 01.01.1977 | Schwalm-Eder-Kreis                |
| Homburg                      | 01.01.1957 | Landkreis Homburg                 |
| Homburg                      | 01.01.1974 | Saar-Pfalz-Kreis                  |
| Homburg                      | 10.07.1989 | Saarpfalz-Kreis                   |
| Horb                         | 23.05.1949 | Landkreis Horb                    |
| Horb                         | 01.01.1973 | A                                 |
| Höxter                       | 23.05.1949 | Landkreis Höxter                  |
| Höxter                       | 01.10.1969 | Kreis Höxter                      |
| Hoyerswerda                  | 03.10.1990 | Landkreis Hoyerswerda             |
| Hoyerswerda                  | 01.01.1996 | A                                 |
| Hünfeld                      | 23.05.1949 | Landkreis Hünfeld                 |
| Hünfeld                      | 01.08.1972 | A                                 |
| Hürth                        | 22.11.1963 | Landkreis Köln                    |
| Hürth                        | 01.10.1969 | Kreis Köln                        |
| Hürth                        | 01.01.1975 | A                                 |
| Husum                        | 23.05.1949 | Kreis Husum                       |
| Husum                        | 26.04.1970 | Kreis Nordfriesland               |

### I
| Kreisstadt         | Datum      | Landkreis und/oder Anmerkung |
| ------------------ | ---------- | ---------------------------- |
| Illertissen        | 23.05.1949 | Landkreis Illertissen        |
| Illertissen        | 01.07.1972 | A                            |
| Ilmenau            | 03.10.1990 | Landkreis Ilmenau            |
| Ilmenau            | 01.07.1994 | A                            |
| Ingelheim am Rhein | 01.01.1996 | Landkreis Mainz-Bingen       |
| Ingolstadt         | 23.05.1949 | Landkreis Ingolstadt         |
| Ingolstadt         | 01.07.1972 | A                            |
| Iserlohn           | 23.05.1949 | Landkreis Iserlohn           |
| Iserlohn           | 01.10.1969 | Kreis Iserlohn               |
| Iserlohn           | 01.01.1975 | A                            |
| Itzehoe            | 23.05.1949 | Kreis Steinburg              |

### J
| Kreisstadt      | Datum      | Landkreis und/oder Anmerkung |
| --------------- | ---------- | ---------------------------- |
| Jena            | 03.10.1990 | Landkreis Jena               |
| Jena            | 01.07.1994 | A                            |
| Jessen (Elster) | 03.10.1990 | Landkreis Jessen             |
| Jessen (Elster) | 01.07.1994 | A                            |
| Jever           | 23.05.1949 | Landkreis Friesland          |
| Jever           | 01.08.1977 | A                            |
| Jever           | 01.01.1980 | Landkreis Friesland          |
| Jülich          | 23.05.1949 | Landkreis Jülich             |
| Jülich          | 01.10.1969 | Kreis Jülich                 |
| Jülich          | 01.01.1972 | A                            |
| Jüterbog        | 03.10.1990 | Landkreis Jüterbog           |
| Jüterbog        | 06.12.1993 | A                            |

### K
| Kreisstadt              | Datum      | Landkreis und/oder Anmerkung        |
| ----------------------- | ---------- | ----------------------------------- |
| Kaiserslautern          | 23.05.1949 | Landkreis Kaiserslautern            |
| Kamenz                  | 03.10.1990 | Landkreis Kamenz                    |
| Kamenz                  | 01.01.1996 | Landkreis Westlausitz-Dresdner Land |
| Kamenz                  | 01.04.1996 | Landkreis Kamenz                    |
| Kamenz                  | 01.08.2008 | A                                   |
| Karlsruhe               | 23.05.1949 | Landkreis Karlsruhe                 |
| Karlstadt               | 23.05.1949 | Landkreis Karlstadt                 |
| Karlstadt               | 01.07.1972 | A                                   |
| Karlstadt               | 01.05.1973 | Landkreis Main-Spessart             |
| Kassel                  | 23.05.1949 | Landkreis Kassel                    |
| Kaufbeuren              | 23.05.1949 | Landkreis Kaufbeuren                |
| Kaufbeuren              | 01.07.1972 | A                                   |
| Kehl                    | 08.04.1953 | Landkreis Kehl                      |
| Kehl                    | 01.01.1973 | A                                   |
| Kelheim                 | 23.05.1949 | Landkreis Kelheim                   |
| Kemnath                 | 23.05.1949 | Landkreis Kemnath                   |
| Kemnath                 | 01.07.1972 | A                                   |
| Kempen                  | 23.05.1949 | Landkreis Kempen-Krefeld            |
| Kempen                  | 01.10.1969 | Kreis Kempen-Krefeld                |
| Kempen                  | 01.01.1975 | Kreis Viersen                       |
| Kempen                  | 08.1984    | A                                   |
| Kempten (Allgäu)        | 23.05.1949 | Landkreis Kempten (Allgäu)          |
| Kempten (Allgäu)        | 01.07.1972 | A                                   |
| Kirchheimbolanden       | 23.05.1949 | Landkreis Kirchheimbolanden         |
| Kirchheimbolanden       | 07.06.1969 | Donnersbergkreis                    |
| Kitzingen               | 23.05.1949 | Landkreis Kitzingen                 |
| Kleve                   | 23.05.1949 | Landkreis Kleve                     |
| Kleve                   | 01.10.1969 | Kreis Kleve                         |
| Klingenthal             | 03.10.1990 | Landkreis Klingenthal               |
| Klingenthal             | 01.01.1996 | A                                   |
| Klötze                  | 03.10.1990 | Landkreis Klötze                    |
| Klötze                  | 01.07.1994 | A                                   |
| Koblenz                 | 23.05.1949 | Landkreis Koblenz                   |
| Koblenz                 | 07.11.1970 | Landkreis Mayen-Koblenz             |
| Köln                    | 23.05.1949 | Landkreis Köln                      |
| Köln                    | 22.11.1963 | A                                   |
| Königshofen im Grabfeld | 23.05.1949 | Landkreis Königshofen im Grabfeld   |
| Königshofen im Grabfeld | 01.07.1972 | A                                   |
| Königs Wusterhausen     | 03.10.1990 | Landkreis Königs Wusterhausen       |
| Königs Wusterhausen     | 06.12.1993 | A                                   |
| Konstanz                | 23.05.1949 | Landkreis Konstanz                  |
| Korbach                 | 23.05.1949 | Landkreis Waldeck                   |
| Korbach                 | 01.01.1974 | Landkreis Waldeck-Frankenberg       |
| Köthen                  | 03.10.1990 | Landkreis Köthen                    |
| Köthen                  | 01.07.2007 | Landkreis Anhalt-Bitterfeld         |
| Kötzting                | 23.05.1949 | Landkreis Kötzting                  |
| Kötzting                | 01.07.1972 | A                                   |
| Kronach                 | 23.05.1949 | Landkreis Kronach                   |
| Krumbach (Schwaben)     | 23.05.1949 | Landkreis Krumbach (Schwaben)       |
| Krumbach (Schwaben)     | 01.07.1972 | A                                   |
| Kulmbach                | 23.05.1949 | Landkreis Kulmbach                  |
| Künzelsau               | 23.05.1949 | Landkreis Künzelsau                 |
| Künzelsau               | 01.01.1973 | Hohenlohekreis                      |
| Kusel                   | 23.05.1949 | Landkreis Kusel                     |
| Kyritz                  | 03.10.1990 | Landkreis Kyritz                    |
| Kyritz                  | 06.12.1993 | A                                   |

### L
| Kreisstadt             | Datum      | Landkreis und/oder Anmerkung    |
| ---------------------- | ---------- | ------------------------------- |
| Lahn                   | 01.01.1977 | Lahn-Dill-Kreis                 |
| Lahn                   | 01.08.1979 | A                               |
| Lahr                   | 23.05.1949 | Landkreis Lahr                  |
| Lahr                   | 01.01.1973 | A                               |
| Landau an der Isar     | 23.05.1949 | Landkreis Landau an der Isar    |
| Landau an der Isar     | 01.07.1972 | A                               |
| Landau in der Pfalz    | 23.05.1949 | Landkreis Landau in der Pfalz   |
| Landau in der Pfalz    | 07.06.1969 | Landkreis Landau-Bad Bergzabern |
| Landau in der Pfalz    | 01.01.1978 | Landkreis Südliche Weinstraße   |
| Landsberg am Lech      | 23.05.1949 | Landkreis Landsberg am Lech     |
| Landshut               | 23.05.1949 | Landkreis Landshut              |
| Lauf an der Pegnitz    | 23.05.1949 | Landkreis Lauf an der Pegnitz   |
| Lauf an der Pegnitz    | 01.05.1973 | Landkreis Nürnberger Land       |
| Laufen                 | 23.05.1949 | Landkreis Laufen                |
| Laufen                 | 01.07.1972 | A                               |
| Lauterbach             | 23.05.1949 | Landkreis Lauterbach            |
| Lauterbach             | 01.08.1972 | Vogelsbergkreis                 |
| Leer (Ostfriesland)    | 23.05.1949 | Landkreis Leer                  |
| Leipzig                | 03.10.1990 | Landkreis Leipzig               |
| Leipzig                | 01.08.1994 | Landkreis Leipziger Land        |
| Leipzig                | 01.01.1999 | A                               |
| Lemgo                  | 23.05.1949 | Landkreis Lemgo                 |
| Lemgo                  | 01.10.1969 | Kreis Lemgo                     |
| Lemgo                  | 01.01.1973 | A                               |
| Leonberg               | 23.05.1949 | Landkreis Leonberg              |
| Leonberg               | 01.01.1973 | A                               |
| Lichtenfels            | 23.05.1949 | Landkreis Lichtenfels           |
| Limburg an der Lahn    | 23.05.1949 | Landkreis Limburg               |
| Limburg an der Lahn    | 01.07.1974 | Landkreis Limburg-Weilburg      |
| Lindau (Bodensee)      | 23.05.1949 | Landkreis Lindau (Bodensee)     |
| Lingen (Ems)           | 23.05.1949 | Landkreis Lingen                |
| Lingen (Ems)           | 01.08.1977 | A                               |
| Lippstadt              | 23.05.1949 | Landkreis Lippstadt             |
| Lippstadt              | 01.10.1969 | Kreis Lippstadt                 |
| Lippstadt              | 01.01.1975 | A                               |
| Löbau                  | 03.10.1990 | Landkreis Löbau                 |
| Löbau                  | 01.08.1994 | A                               |
| Lobenstein             | 03.10.1990 | Landkreis Lobenstein            |
| Lobenstein             | 01.07.1994 | A                               |
| Lohr am Main           | 23.05.1949 | Landkreis Lohr am Main          |
| Lohr am Main           | 01.07.1972 | Landkreis Mittelmain            |
| Lohr am Main           | 01.05.1973 | A                               |
| Lörrach                | 23.05.1949 | Landkreis Lörrach               |
| Lübbecke               | 23.05.1949 | Landkreis Lübbecke              |
| Lübbecke               | 01.10.1969 | Kreis Lübbecke                  |
| Lübbecke               | 01.01.1973 | A                               |
| Lübben                 | 03.10.1990 | Kreis Lübben                    |
| Lübben                 | 06.12.1993 | Landkreis Dahme-Spreewald       |
| Lübz                   | 03.10.1990 | Landkreis Lübz                  |
| Lübz                   | 12.06.1994 | A                               |
| Lüchow                 | 1951       | Landkreis Lüchow-Dannenberg     |
| Luckau                 | 03.10.1990 | Landkreis Luckau                |
| Luckau                 | 06.12.1993 | A                               |
| Luckenwalde            | 03.10.1990 | Landkreis Luckenwalde           |
| Luckenwalde            | 06.12.1993 | Landkreis Teltow-Fläming        |
| Lüdenscheid            | 01.01.1969 | Landkreis Lüdenscheid           |
| Lüdenscheid            | 01.10.1969 | Kreis Lüdenscheid               |
| Lüdenscheid            | 01.01.1975 | Märkischer Kreis                |
| Lüdinghausen           | 23.05.1949 | Landkreis Lüdinghausen          |
| Lüdinghausen           | 01.10.1969 | Kreis Lüdinghausen              |
| Lüdinghausen           | 01.01.1975 | A                               |
| Ludwigsburg            | 23.05.1949 | Landkreis Ludwigsburg           |
| Ludwigshafen am Rhein  | 23.05.1949 | Landkreis Ludwigshafen am Rhein |
| Ludwigshafen am Rhein  | 07.06.1969 | Landkreis Ludwigshafen          |
| Ludwigshafen am Rhein  | 01.01.2004 | Rhein-Pfalz-Kreis               |
| Ludwigslust            | 03.10.1990 | Landkreis Ludwigslust           |
| Ludwigslust            | 04.09.2011 | A                               |
| Lüneburg               | 23.05.1949 | Landkreis Lüneburg              |
| Lutherstadt Eisleben   | 03.10.1990 | Landkreis Eisleben              |
| Lutherstadt Eisleben   | 01.07.1994 | Landkreis Mansfelder Land       |
| Lutherstadt Eisleben   | 01.07.2007 | A                               |
| Lutherstadt Wittenberg | 03.10.1990 | Landkreis Wittenberg            |

### M
| Kreisstadt           | Datum      | Landkreis und/oder Anmerkung       |
| -------------------- | ---------- | ---------------------------------- |
| Mainburg             | 23.05.1949 | Landkreis Mainburg                 |
| Mainburg             | 01.07.1972 | A                                  |
| Mainz                | 23.05.1949 | Landkreis Mainz                    |
| Mainz                | 07.06.1969 | Landkreis Mainz-Bingen             |
| Mainz                | 01.01.1996 | A                                  |
| Malchin              | 03.10.1990 | Landkreis Malchin                  |
| Malchin              | 12.06.1994 | A                                  |
| Mallersdorf          | 23.05.1949 | Landkreis Mallersdorf              |
| Mallersdorf          | 01.07.1972 | A                                  |
| Mannheim             | 23.05.1949 | Landkreis Mannheim                 |
| Mannheim             | 01.01.1973 | A                                  |
| Marburg              | 01.01.1977 | Landkreis Marburg-Biedenkopf       |
| Marburg an der Lahn  | 23.05.1949 | Landkreis Marburg                  |
| Marburg an der Lahn  | 01.07.1974 | NÄ > Marburg (Lahn)                |
| Marburg (Lahn)       | 01.07.1974 | Landkreis Marburg-Biedenkopf       |
| Marburg (Lahn)       | 01.01.1977 | NÄ > Marburg                       |
| Marienberg           | 03.10.1990 | Landkreis Marienberg               |
| Marienberg           | 01.08.1994 | Mittlerer Erzgebirgskreis          |
| Marienberg           | 01.08.2008 | A                                  |
| Marktheidenfeld      | 23.05.1949 | Landkreis Marktheidenfeld          |
| Marktheidenfeld      | 01.02.1972 | A                                  |
| Marktoberdorf        | 23.05.1949 | Landkreis Marktoberdorf            |
| Marktoberdorf        | 01.05.1973 | Landkreis Ostallgäu                |
| Mayen                | 23.05.1949 | Landkreis Mayen                    |
| Mayen                | 07.11.1970 | A                                  |
| Meiningen            | 03.10.1990 | Landkreis Meiningen                |
| Meiningen            | 01.07.1994 | Landkreis Schmalkalden-Meiningen   |
| Meißen               | 03.10.1990 | Landkreis Meißen                   |
| Meißen               | 01.01.1996 | Landkreis Meißen-Radebeul          |
| Meißen               | 01.03.1997 | Landkreis Meißen                   |
| Meldorf              | 23.05.1949 | Kreis Süderdithmarschen            |
| Meldorf              | 26.04.1970 | A                                  |
| Melle                | 23.05.1949 | Landkreis Melle                    |
| Melle                | 01.07.1972 | A                                  |
| Mellrichstadt        | 23.05.1949 | Landkreis Mellrichstadt            |
| Mellrichstadt        | 01.07.1972 | A                                  |
| Melsungen            | 23.05.1949 | Landkreis Melsungen                |
| Melsungen            | 01.01.1974 | A                                  |
| Memmingen            | 23.05.1949 | Landkreis Memmingen                |
| Memmingen            | 01.07.1972 | A                                  |
| Meppen               | 23.05.1949 | Landkreis Meppen                   |
| Meppen               | 01.08.1977 | Landkreis Emsland                  |
| Merseburg            | 03.10.1990 | Landkreis Merseburg                |
| Merseburg            | 01.07.1994 | Landkreis Merseburg-Querfurt       |
| Merseburg            | 01.07.2007 | Saalekreis                         |
| Merzig               | 01.01.1957 | Landkreis Merzig-Wadern            |
| Meschede             | 23.05.1949 | Landkreis Meschede                 |
| Meschede             | 01.10.1969 | Kreis Meschede                     |
| Meschede             | 01.01.1975 | Hochsauerlandkreis                 |
| Mettmann             | 1954       | Landkreis Düsseldorf-Mettmann      |
| Mettmann             | 01.10.1969 | Kreis Düsseldorf-Mettmann          |
| Mettmann             | 01.01.1975 | Kreis Mettmann                     |
| Miesbach             | 23.05.1949 | Landkreis Miesbach                 |
| Miltenberg           | 23.05.1949 | Landkreis Miltenberg               |
| Mindelheim           | 23.05.1949 | Landkreis Mindelheim               |
| Mindelheim           | 01.05.1973 | Landkreis Unterallgäu              |
| Minden               | 23.05.1949 | Landkreis Minden                   |
| Minden               | 01.10.1969 | Kreis Minden                       |
| Minden               | 01.01.1975 | Kreis Minden-Lübbecke              |
| Mittweida            | 01.08.1994 | Landkreis Mittweida                |
| Mittweida            | 01.08.2008 | A                                  |
| Moers                | 23.05.1949 | Landkreis Moers                    |
| Moers                | 01.10.1969 | Kreis Moers                        |
| Moers                | 01.01.1975 | A                                  |
| Monschau             | 23.05.1949 | Landkreis Monschau                 |
| Monschau             | 01.10.1969 | Kreis Monschau                     |
| Monschau             | 01.01.1972 | A                                  |
| Montabaur            | 23.05.1949 | Unterwesterwaldkreis               |
| Montabaur            | 16.03.1974 | Landkreis Westerwald               |
| Montabaur            | 01.08.1974 | Westerwaldkreis                    |
| Mosbach              | 23.05.1949 | Landkreis Mosbach                  |
| Mosbach              | 01.01.1973 | Odenwaldkreis in Baden-Württemberg |
| Mosbach              | 10.09.1974 | Neckar-Odenwald-Kreis              |
| Mühldorf am Inn      | 23.05.1949 | Landkreis Mühldorf am Inn          |
| Mühlhausen           | 03.10.1990 | Landkreis Mühlhausen               |
| Mühlhausen           | 02.05.1991 | NÄ > Mühlhausen/Thüringen          |
| Mühlhausen/Thüringen | 02.05.1991 | Landkreis Mühlhausen               |
| Mühlhausen/Thüringen | 01.07.1994 | Unstrut-Hainich-Kreis              |
| Müllheim             | 23.05.1949 | Landkreis Müllheim                 |
| Müllheim             | 01.01.1973 | A                                  |
| Münchberg            | 23.05.1949 | Landkreis Münchberg                |
| Münchberg            | 01.07.1972 | A                                  |
| München              | 23.05.1949 | Landkreis München                  |
| Münden               | 23.05.1949 | Landkreis Münden                   |
| Münden               | 01.01.1973 | A                                  |
| Münsingen            | 23.05.1949 | Landkreis Münsingen                |
| Münsingen            | 01.01.1973 | A                                  |
| Münster              | 23.05.1949 | Landkreis Münster                  |
| Münster              | 01.10.1969 | Kreis Münster                      |
| Münster              | 01.01.1975 | A                                  |

### N
| Kreisstadt                 | Datum      | Landkreis und/oder Anmerkung                  |
| -------------------------- | ---------- | --------------------------------------------- |
| Nabburg                    | 23.05.1949 | Landkreis Nabburg                             |
| Nabburg                    | 01.07.1972 | A                                             |
| Naila                      | 23.05.1949 | Landkreis Naila                               |
| Naila                      | 01.07.1972 | A                                             |
| Nauen                      | 03.10.1990 | Landkreis Nauen                               |
| Nauen                      | 06.12.1993 | A                                             |
| Naumburg                   | 03.10.1990 | Landkreis Naumburg                            |
| Naumburg                   | 01.07.1994 | Burgenlandkreis                               |
| Naumburg                   | 01.07.2007 | Landkreis Burgenland                          |
| Naumburg                   | 01.08.2007 | Burgenlandkreis                               |
| Nebra (Unstrut)            | 03.10.1990 | Landkreis Nebra                               |
| Nebra (Unstrut)            | 01.07.1994 | A                                             |
| Neubrandenburg             | 03.10.1990 | Landkreis Neubrandenburg                      |
| Neubrandenburg             | 12.06.1994 | A                                             |
| Neubrandenburg             | 04.09.2011 | Landkreis Mecklenburgische Seenplatte         |
| Neuburg an der Donau       | 23.05.1949 | Landkreis Neuburg an der Donau                |
| Neuburg an der Donau       | 01.05.1973 | Landkreis Neuburg-Schrobenhausen              |
| Neuhaus am Rennweg         | 03.10.1990 | Kreis Neuhaus                                 |
| Neuhaus am Rennweg         | 01.07.1994 | A                                             |
| Neumarkt in der Oberpfalz  | 23.05.1949 | Landkreis Neumarkt in der Oberpfalz           |
| Neunburg vorm Wald         | 23.05.1949 | Landkreis Neunburg vorm Wald                  |
| Neunburg vorm Wald         | 01.07.1972 | A                                             |
| Neuruppin                  | 03.10.1990 | Landkreis Neuruppin                           |
| Neuruppin                  | 06.12.1993 | Landkreis Ostprignitz-Ruppin                  |
| Neuss                      | 01.01.1975 | Kreis Neuss                                   |
| Neuss                      | 01.07.2003 | Rhein-Kreis Neuss                             |
| Neustadt am Rübenberge     | 23.05.1949 | Landkreis Neustadt am Rübenberge              |
| Neustadt am Rübenberge     | 01.04.1974 | A                                             |
| Neustadt an der Aisch      | 23.05.1949 | Landkreis Neustadt an der Aisch               |
| Neustadt an der Aisch      | 01.05.1973 | Landkreis Neustadt an der Aisch-Bad Windsheim |
| Neustadt an der Haardt     | 23.05.1949 | Landkreis Neustadt an der Haardt              |
| Neustadt an der Haardt     | 1950       | NÄ > Neustadt an der Weinstraße               |
| Neustadt an der Waldnaab   | 23.05.1949 | Landkreis Neustadt an der Waldnaab            |
| Neustadt an der Weinstraße | 1950       | Landkreis Neustadt an der Weinstraße          |
| Neustadt an der Weinstraße | 07.06.1969 | Landkreis Bad Dürkheim                        |
| Neustadt an der Weinstraße | 05.04.1971 | A                                             |
| Neustadt im Schwarzwald    | 23.05.1949 | Landkreis Neustadt                            |
| Neustadt im Schwarzwald    | 10.11.1956 | Landkreis Hochschwarzwald                     |
| Neustadt im Schwarzwald    | 01.07.1971 | E > Titisee-Neustadt                          |
| Neustrelitz                | 03.10.1990 | Landkreis Neustrelitz                         |
| Neustrelitz                | 12.06.1994 | Landkreis Mecklenburg-Strelitz                |
| Neustrelitz                | 04.09.2011 | A                                             |
| Neu-Ulm                    | 23.05.1949 | Landkreis Neu-Ulm                             |
| Neu-Ulm                    | 01.07.1972 | Illerkreis                                    |
| Neu-Ulm                    | 01.05.1973 | Landkreis Neu-Ulm                             |
| Neuwied                    | 23.05.1949 | Landkreis Neuwied                             |
| Niebüll                    | 23.05.1949 | Kreis Südtondern                              |
| Niebüll                    | 26.04.1970 | A                                             |
| Nienburg (Weser)           | 23.05.1949 | Landkreis Nienburg (Weser)                    |
| Nienburg (Weser)           | nach 1982  | NÄ > Nienburg/Weser                           |
| Nienburg/Weser             | nach 1982  | Landkreis Nienburg/Weser                      |
| Niesky                     | 03.10.1990 | Landkreis Niesky                              |
| Niesky                     | 01.08.1994 | A                                             |
| Niesky                     | 24.05.1996 | Niederschlesischer Oberlausitzkreis           |
| Niesky                     | 01.08.2008 | A                                             |
| Norden                     | 23.05.1949 | Landkreis Norden                              |
| Norden                     | 01.08.1977 | A                                             |
| Nordhausen                 | 03.10.1990 | Landkreis Nordhausen                          |
| Nordhorn                   | 23.05.1949 | Landkreis Grafschaft Bentheim                 |
| Nördlingen                 | 23.05.1949 | Landkreis Nördlingen                          |
| Nördlingen                 | 01.07.1972 | Landkreis Nördlingen-Donauwörth               |
| Nördlingen                 | 01.05.1973 | A                                             |
| Northeim                   | 23.05.1949 | Landkreis Northeim                            |
| Nürnberg                   | 1965       | Landkreis Nürnberg                            |
| Nürnberg                   | 01.07.1972 | A                                             |
| Nürtingen                  | 23.05.1949 | Landkreis Nürtingen                           |
| Nürtingen                  | 01.01.1973 | A                                             |

### O
| Kreisstadt            | Datum      | Landkreis und/oder Anmerkung    |
| --------------------- | ---------- | ------------------------------- |
| Obernburg am Main     | 23.05.1949 | Landkreis Obernburg am Main     |
| Obernburg am Main     | 01.07.1972 | A                               |
| Oberviechtach         | 23.05.1949 | Landkreis Oberviechtach         |
| Oberviechtach         | 01.07.1972 | A                               |
| Ochsenfurt            | 23.05.1949 | Landkreis Ochsenfurt            |
| Ochsenfurt            | 01.07.1972 | A                               |
| Oelsnitz/Vogtland     | 03.10.1990 | Landkreis Oelsnitz              |
| Oelsnitz/Vogtland     | 01.01.1996 | A                               |
| Offenbach am Main     | 23.05.1949 | Landkreis Offenbach             |
| Offenbach am Main     | 21.06.2002 | A                               |
| Offenburg             | 23.05.1949 | Landkreis Offenburg             |
| Offenburg             | 01.01.1973 | Ortenaukreis                    |
| Öhringen              | 23.05.1949 | Landkreis Öhringen              |
| Öhringen              | 01.01.1973 | A                               |
| Oldenburg in Holstein | 23.05.1949 | Kreis Oldenburg in Holstein     |
| Oldenburg in Holstein | 26.04.1970 | A                               |
| Oldenburg (Oldenburg) | 23.05.1949 | Landkreis Oldenburg (Oldenburg) |
| Oldenburg (Oldenburg) | 1.07.1988  | A                               |
| Olpe                  | 23.05.1949 | Landkreis Olpe                  |
| Olpe                  | 01.10.1969 | Kreis Olpe                      |
| Opladen               | 23.05.1949 | Rhein-Wupper-Kreis              |
| Opladen               | 01.01.1975 | A                               |
| Oranienburg           | 03.10.1990 | Landkreis Oranienburg           |
| Oranienburg           | 06.12.1993 | Landkreis Oberhavel             |
| Ort                   | 23.05.1949 | Landkreis Wolfstein             |
| Ort                   | 01.04.1954 | E > Freyung                     |
| Oschatz               | 03.10.1990 | Landkreis Oschatz               |
| Oschatz               | 01.08.1994 | A                               |
| Oschersleben (Bode)   | 03.10.1990 | Landkreis Oschersleben          |
| Oschersleben (Bode)   | 01.07.1994 | Bördekreis                      |
| Oschersleben (Bode)   | 01.07.2007 | A                               |
| Osnabrück             | 23.05.1949 | Landkreis Osnabrück             |
| Osterburg             | 03.10.1990 | Landkreis Osterburg             |
| Osterburg             | 01.07.1994 | A                               |
| Osterholz-Scharmbeck  | 23.05.1949 | Landkreis Osterholz             |
| Osterode am Harz      | 23.05.1949 | Landkreis Osterode am Harz      |
| Osterode am Harz      | 01.11.2016 | A                               |
| Otterndorf            | 23.05.1949 | Landkreis Land Hadeln           |
| Otterndorf            | 01.08.1977 | A                               |
| Ottweiler             | 01.01.1957 | Landkreis Ottweiler             |
| Ottweiler             | 01.01.1974 | Landkreis Neunkirchen           |

### P
| Kreisstadt              | Datum      | Landkreis und/oder Anmerkung               |
| ----------------------- | ---------- | ------------------------------------------ |
| Paderborn               | 23.05.1949 | Landkreis Paderborn                        |
| Paderborn               | 01.10.1969 | Kreis Paderborn                            |
| Papenburg               | 01.01.1973 | Landkreis Aschendorf-Hümmling              |
| Papenburg               | 01.08.1977 | A                                          |
| Parchim                 | 03.10.1990 | Landkreis Parchim                          |
| Parchim                 | 04.09.2011 | Landkreis Südwestmecklenburg               |
| Parchim                 | 07.09.2011 | Landkreis Ludwigslust-Parchim              |
| Parsberg                | 23.05.1949 | Landkreis Parsberg                         |
| Parsberg                | 01.07.1972 | A                                          |
| Pasewalk                | 03.10.1990 | Landkreis Pasewalk                         |
| Pasewalk                | 12.06.1994 | Landkreis Uecker-Randow                    |
| Pasewalk                | 04.09.2011 | A                                          |
| Passau                  | 23.05.1949 | Landkreis Passau                           |
| Pegnitz                 | 23.05.1949 | Landkreis Pegnitz                          |
| Pegnitz                 | 01.07.1972 | A                                          |
| Peine                   | 23.05.1949 | Landkreis Peine                            |
| Perleberg               | 03.10.1990 | Landkreis Perleberg                        |
| Perleberg               | 06.12.1993 | Landkreis Prignitz                         |
| Pfaffenhofen an der Ilm | 23.05.1949 | Landkreis Pfaffenhofen an der Ilm          |
| Pfarrkirchen            | 23.05.1949 | Landkreis Pfarrkirchen                     |
| Pfarrkirchen            | 01.07.1972 | Landkreis Rottal                           |
| Pfarrkirchen            | 01.05.1973 | Landkreis Rottal-Inn                       |
| Pforzheim               | 23.05.1949 | Landkreis Pforzheim                        |
| Pforzheim               | 01.01.1973 | Enzkreis                                   |
| Pinneberg               | 23.05.1949 | Kreis Pinneberg                            |
| Pirmasens               | 23.05.1949 | Landkreis Pirmasens                        |
| Pirmasens               | 01.01.1997 | Landkreis Südwestpfalz                     |
| Pirna                   | 03.10.1990 | Landkreis Pirna                            |
| Pirna                   | 01.08.1994 | Landkreis Sächsische Schweiz               |
| Pirna                   | 01.08.2008 | Landkreis Sächsische Schweiz-Osterzgebirge |
| Plauen                  | 03.10.1990 | Landkreis Plauen                           |
| Plauen                  | 01.01.1996 | Vogtlandkreis                              |
| Plön                    | 23.05.1949 | Kreis Plön                                 |
| Pößneck                 | 03.10.1990 | Landkreis Pößneck                          |
| Pößneck                 | 01.07.1994 | A                                          |
| Potsdam                 | 03.10.1990 | Landkreis Potsdam                          |
| Potsdam                 | 06.12.1993 | A                                          |
| Prenzlau                | 03.10.1990 | Landkreis Prenzlau                         |
| Prenzlau                | 06.12.1993 | Landkreis Uckermark                        |
| Pritzwalk               | 03.10.1990 | Landkreis Pritzwalk                        |
| Pritzwalk               | 06.12.1993 | A                                          |
| Prüm                    | 23.05.1949 | Landkreis Prüm                             |
| Prüm                    | 07.11.1970 | A                                          |

Fußnote
1 Im Kreis Pinneberg wird in dessen Hauptsatzung die Stadt Pinneberg als Amtssitz der Verwaltung angegeben, die Verwaltung ist allerdings im Oktober 2011 in einen leerstehenden Bürokomplex am Stadtrand des benachbarten Elmshorn umgezogen.

### Q
| Kreisstadt  | Datum      | Landkreis und/oder Anmerkung |
| ----------- | ---------- | ---------------------------- |
| Quedlinburg | 03.10.1990 | Landkreis Quedlinburg        |
| Quedlinburg | 01.07.2007 | A                            |
| Querfurt    | 03.10.1990 | Landkreis Querfurt           |
| Querfurt    | 01.07.1994 | A                            |

### R
| Kreisstadt               | Datum         | Landkreis und/oder Anmerkung       |
| ------------------------ | ------------- | ---------------------------------- |
| Rastatt                  | 23.05.1949    | Landkreis Rastatt                  |
| Rathenow                 | 03.10.1990    | Landkreis Rathenow                 |
| Rathenow                 | 06.12.1993    | Landkreis Havelland                |
| Ratzeburg                | 23.05.1949    | Kreis Herzogtum Lauenburg          |
| Ravensburg               | 23.05.1949    | Landkreis Ravensburg               |
| Recklinghausen           | 23.05.1949    | Landkreis Recklinghausen           |
| Recklinghausen           | 01.10.1969    | Kreis Recklinghausen               |
| Regen                    | 23.05.1949    | Landkreis Regen                    |
| Regensburg               | 23.05.1949    | Landkreis Regensburg               |
| Rehau                    | 23.05.1949    | Landkreis Rehau                    |
| Rehau                    | 01.07.1972    | A                                  |
| Reichenbach im Vogtland  | 03.10.1990    | Landkreis Reichenbach              |
| Reichenbach im Vogtland  | 01.01.1996    | A                                  |
| Renchen                  | 23.05.1949    | Landkreis Kehl                     |
| Renchen                  | 08.04.1953    | A                                  |
| Rendsburg                | 23.05.1949    | Kreis Rendsburg                    |
| Rendsburg                | 26.04.1970    | Kreis Rendsburg-Eckernförde        |
| Reutlingen               | 23.05.1949    | Landkreis Reutlingen               |
| Rheda-Wiedenbrück        | 01.10.1970    | Kreis Wiedenbrück                  |
| Rheda-Wiedenbrück        | 01.01.1973    | Kreis Gütersloh                    |
| Rheda-Wiedenbrück        | 1997          | A                                  |
| Ribnitz-Damgarten        | 03.10.1990    | Landkreis Ribnitz-Damgarten        |
| Ribnitz-Damgarten        | 12.06.1994    | A                                  |
| Riedenburg               | 23.05.1949    | Landkreis Riedenburg               |
| Riedenburg               | 01.07.1972    | A                                  |
| Riesa                    | 03.10.1990    | Landkreis Riesa                    |
| Riesa                    | 01.08.1994    | A                                  |
| Rinteln                  | 23.05.1949    | Landkreis Grafschaft Schaumburg    |
| Rinteln                  | 01.08.1977    | A                                  |
| Röbel/Müritz             | 03.10.1990    | Landkreis Röbel/Müritz             |
| Röbel/Müritz             | 12.06.1994    | A                                  |
| Rochlitz                 | 03.10.1990    | Landkreis Rochlitz                 |
| Rochlitz                 | 01.08.1994    | A                                  |
| Rockenhausen             | 23.05.1949    | Landkreis Rockenhausen             |
| Rockenhausen             | 07.06.1969    | A                                  |
| Roding                   | 23.05.1949    | Landkreis Roding                   |
| Roding                   | 01.07.1972    | A                                  |
| Rosenheim                | 23.05.1949    | Landkreis Rosenheim                |
| Roßlau                   | 03.10.1990    | Landkreis Roßlau                   |
| Roßlau                   | 01.07.1994    | A                                  |
| Rostock                  | 03.10.1990    | Landkreis Rostock                  |
| Rostock                  | 12. Juni 1994 | A                                  |
| Rotenburg an der Fulda   | 23.05.1949    | Landkreis Rotenburg (Fulda)        |
| Rotenburg an der Fulda   | 01.08.1972    | A                                  |
| Rotenburg in Hannover    | 23.05.1949    | Landkreis Rotenburg in Hannover    |
| Rotenburg in Hannover    | 16.05.1969    | NÄ > Rotenburg (Wümme)             |
| Rotenburg (Wümme)        | 16.05.1969    | Landkreis Rotenburg (Wümme)        |
| Roth                     | 13.03.1973    | Landkreis Roth bei Nürnberg        |
| Roth                     | 01.05.1973    | Landkreis Roth                     |
| Roth bei Nürnberg        | 01.07.1972    | Landkreis Roth bei Nürnberg        |
| Roth bei Nürnberg        | 13.03.1973    | NÄ > Roth                          |
| Rothenburg ob der Tauber | 23.05.1949    | Landkreis Rothenburg ob der Tauber |
| Rothenburg ob der Tauber | 01.07.1972    | A                                  |
| Rottenburg an der Laaber | 23.05.1949    | Landkreis Rottenburg an der Laaber |
| Rottenburg an der Laaber | 01.07.1972    | A                                  |
| Rottweil                 | 23.05.1949    | Landkreis Rottweil                 |
| Rüdesheim am Rhein       | 23.05.1949    | Rheingaukreis                      |
| Rüdesheim am Rhein       | 01.01.1977    | A                                  |
| Rudolstadt               | 03.10.1990    | Landkreis Rudolstadt               |
| Rudolstadt               | 01.07.1994    | A                                  |

### S
| Kreisstadt               | Datum      | Landkreis und/oder Anmerkung    |
| ------------------------ | ---------- | ------------------------------- |
| Saalfeld                 | 03.10.1990 | Landkreis Saalfeld              |
| Saalfeld                 | 01.07.1994 | Schwarza-Kreis                  |
| Saalfeld                 | 29.09.1994 | Landkreis Saalfeld-Rudolstadt   |
| Saarbrücken              | 01.01.1957 | Landkreis Saarbrücken           |
| Saarbrücken              | 01.01.1974 | Stadtverband Saarbrücken        |
| Saarbrücken              | 01.01.2008 | Regionalverband Saarbrücken     |
| Saarburg                 | 23.05.1949 | Landkreis Saarburg              |
| Saarburg                 | 07.06.1969 | A                               |
| Saarlouis                | 01.01.1957 | Landkreis Saarlouis             |
| Säckingen                | 23.05.1949 | Landkreis Säckingen             |
| Säckingen                | 01.01.1973 | A                               |
| Salzwedel                | 03.10.1990 | Landkreis Salzwedel             |
| Salzwedel                | 01.07.1994 | Landkreis Westliche Altmark     |
| Salzwedel                | 15.08.1994 | Altmarkkreis Salzwedel          |
| Sangerhausen             | 03.10.1990 | Landkreis Sangerhausen          |
| Sangerhausen             | 01.07.2007 | Landkreis Mansfeld-Südharz      |
| Sankt Goar               | 23.05.1949 | Landkreis Sankt Goar            |
| Sankt Goar               | 07.06.1969 | A                               |
| Sankt Goarshausen        | 23.05.1949 | Landkreis Sankt Goarshausen     |
| Sankt Goarshausen        | 01.01.1962 | Loreleykreis                    |
| Sankt Goarshausen        | 07.06.1969 | A                               |
| Sankt Ingbert            | 01.01.1957 | Landkreis Sankt Ingbert         |
| Sankt Ingbert            | 01.01.1974 | A                               |
| Sankt Wendel             | 01.01.1957 | Landkreis Sankt Wendel          |
| Sankt Wendel             | 01.12.2000 | NÄ > St. Wendel                 |
| Saulgau                  | 23.05.1949 | Landkreis Saulgau               |
| Saulgau                  | 01.01.1973 | A                               |
| Scheinfeld               | 23.05.1949 | Landkreis Scheinfeld            |
| Scheinfeld               | 01.07.1972 | A                               |
| Schleiden                | 23.05.1949 | Landkreis Schleiden             |
| Schleiden                | 01.10.1969 | Kreis Schleiden                 |
| Schleiden                | 01.01.1972 | A                               |
| Schleiz                  | 03.10.1990 | Landkreis Schleiz               |
| Schleiz                  | 01.07.1994 | Saale-Orla-Kreis                |
| Schleswig                | 23.05.1949 | Kreis Schleswig                 |
| Schleswig                | 24.03.1974 | Kreis Schleswig-Flensburg       |
| Schlüchtern              | 23.05.1949 | Landkreis Schlüchtern           |
| Schlüchtern              | 01.07.1974 | A                               |
| Schmalkalden             | 03.10.1990 | Landkreis Schmalkalden          |
| Schmalkalden             | 01.07.1994 | A                               |
| Schmölln                 | 03.10.1990 | Landkreis Schmölln              |
| Schmölln                 | 01.07.1994 | A                               |
| Schönebeck               | 03.10.1990 | Landkreis Schönebeck            |
| Schönebeck               | 01.07.2007 | A                               |
| Schongau                 | 23.05.1949 | Landkreis Schongau              |
| Schongau                 | 01.07.1972 | A                               |
| Schrobenhausen           | 23.05.1949 | Landkreis Schrobenhausen        |
| Schrobenhausen           | 01.07.1972 | A                               |
| Schwabach                | 23.05.1949 | Landkreis Schwabach             |
| Schwabach                | 01.07.1972 | A                               |
| Schwäbisch Gmünd         | 23.05.1949 | Landkreis Schwäbisch Gmünd      |
| Schwäbisch Gmünd         | 01.01.1973 | A                               |
| Schwäbisch Hall          | 23.05.1949 | Landkreis Schwäbisch Hall       |
| Schwabmünchen            | 23.05.1949 | Landkreis Schwabmünchen         |
| Schwabmünchen            | 01.07.1972 | A                               |
| Schwalmstadt             | 31.10.1970 | Landkreis Ziegenhain            |
| Schwalmstadt             | 01.01.1974 | A                               |
| Schwandorf               | 28.12.1972 | Landkreis Schwandorf in Bayern  |
| Schwandorf               | 01.05.1973 | Landkreis Schwandorf            |
| Schwandorf in Bayern     | 01.07.1972 | Landkreis Schwandorf in Bayern  |
| Schwandorf in Bayern     | 28.12.1972 | NÄ > Schwandorf                 |
| Schwarzenberg/Erzgebirge | 03.10.1990 | Landkreis Schwarzenberg         |
| Schwarzenberg/Erzgebirge | 01.08.1994 | A                               |
| Schweinfurt              | 23.05.1949 | Landkreis Schweinfurt           |
| Schwelm                  | 23.05.1949 | Ennepe-Ruhr-Kreis               |
| Schwerin                 | 03.10.1990 | Landkreis Schwerin              |
| Schwerin                 | 12.06.1994 | A                               |
| Sebnitz                  | 03.10.1990 | Landkreis Sebnitz               |
| Sebnitz                  | 01.08.1994 | A                               |
| Seelow                   | 03.10.1990 | Landkreis Seelow                |
| Seelow                   | 06.12.1993 | Landkreis Märkisch-Oderland     |
| Senftenberg              | 03.10.1990 | Kreis Senftenberg               |
| Senftenberg              | 06.12.1993 | Landkreis Oberspreewald-Lausitz |
| Siegburg                 | 23.05.1949 | Siegkreis                       |
| Siegburg                 | 01.08.1969 | Rhein-Sieg-Kreis                |
| Siegen                   | 23.05.1949 | Landkreis Siegen                |
| Siegen                   | 01.10.1969 | Kreis Siegen                    |
| Siegen                   | 01.01.1984 | Kreis Siegen-Wittgenstein       |
| Sigmaringen              | 23.05.1949 | Landkreis Sigmaringen           |
| Simmern                  | 23.05.1949 | Landkreis Simmern               |
| Simmern                  | 01.06.1960 | NÄ > Simmern/Hunsrück           |
| Simmern/Hunsrück         | 01.06.1960 | Landkreis Simmern               |
| Simmern/Hunsrück         | 07.06.1969 | Rhein-Hunsrück-Kreis            |
| Sinsheim                 | 23.05.1949 | Landkreis Sinsheim              |
| Sinsheim                 | 01.01.1973 | A                               |
| Soest                    | 23.05.1949 | Landkreis Soest                 |
| Soest                    | 01.10.1969 | Kreis Soest                     |
| Soltau                   | 23.05.1949 | Landkreis Soltau                |
| Soltau                   | 01.08.1977 | A                               |
| Sömmerda                 | 03.10.1990 | Landkreis Sömmerda              |
| Sondershausen            | 03.10.1990 | Landkreis Sondershausen         |
| Sondershausen            | 01.07.1994 | Kyffhäuserkreis                 |
| Sonneberg                | 03.10.1990 | Landkreis Sonneberg             |
| Sonthofen                | 23.05.1949 | Landkreis Sonthofen             |
| Sonthofen                | 01.07.1972 | Landkreis Oberallgäu            |
| Speyer                   | 23.05.1949 | Landkreis Speyer                |
| Speyer                   | 07.06.1969 | A                               |
| Spremberg                | 03.10.1990 | Landkreis Spremberg             |
| Spremberg                | 06.12.1993 | A                               |
| Springe                  | 23.05.1949 | Landkreis Springe               |
| Springe                  | 01.03.1974 | A                               |
| Stade                    | 23.05.1949 | Landkreis Stade                 |
| Stadthagen               | 23.05.1949 | Landkreis Schaumburg-Lippe      |
| Stadthagen               | 01.08.1977 | Landkreis Schaumburg            |
| Stadtroda                | 03.10.1990 | Landkreis Stadtroda             |
| Stadtroda                | 01.07.1994 | A                               |
| Stadtsteinach            | 23.05.1949 | Landkreis Stadtsteinach         |
| Stadtsteinach            | 01.07.1972 | A                               |
| Staffelstein             | 23.05.1949 | Landkreis Staffelstein          |
| Staffelstein             | 01.07.1972 | A                               |
| Starnberg                | 23.05.1949 | Landkreis Starnberg             |
| Staßfurt                 | 03.10.1990 | Landkreis Staßfurt              |
| Staßfurt                 | 01.07.1994 | A                               |
| Steinfurt                | 01.01.1975 | Kreis Steinfurt                 |
| Stendal                  | 03.10.1990 | Landkreis Stendal               |
| Stendal                  | 01.07.1994 | Landkreis Östliche Altmark      |
| Stendal                  | 02.08.1994 | Landkreis Stendal               |
| Sternberg                | 03.10.1990 | Kreis Sternberg                 |
| Sternberg                | 12.06.1994 | A                               |
| Stockach                 | 23.05.1949 | Landkreis Stockach              |
| Stockach                 | 01.01.1973 | A                               |
| Stollberg/Erzgebirge     | 03.10.1990 | Landkreis Stollberg             |
| Stollberg/Erzgebirge     | 01.08.2008 | A                               |
| Stralsund                | 03.10.1990 | Landkreis Stralsund             |
| Stralsund                | 12.06.1994 | A                               |
| Stralsund                | 04.09.2011 | Landkreis Nordvorpommern        |
| Stralsund                | 07.09.2011 | Landkreis Vorpommern-Rügen      |
| Strasburg                | 03.10.1990 | Landkreis Strasburg             |
| Strasburg                | 12.06.1994 | A                               |
| Straubing                | 23.05.1949 | Landkreis Straubing             |
| Straubing                | 01.07.1972 | Landkreis Straubing-Bogen       |
| Strausberg               | 03.10.1990 | Landkreis Strausberg            |
| Strausberg               | 06.12.1993 | A                               |
| St. Wendel               | 01.12.2000 | Landkreis St. Wendel            |
| Sulzbach-Rosenberg       | 23.05.1949 | Landkreis Sulzbach-Rosenberg    |
| Sulzbach-Rosenberg       | 01.07.1972 | A                               |
| Syke                     | 23.05.1949 | Landkreis Grafschaft Hoya       |
| Syke                     | 1.08.1977  | A                               |

### T
| Kreisstadt         | Datum      | Landkreis und/oder Anmerkung |
| ------------------ | ---------- | ---------------------------- |
| Tauberbischofsheim | 23.05.1949 | Landkreis Tauberbischofsheim |
| Tauberbischofsheim | 01.01.1973 | Tauberkreis                  |
| Tauberbischofsheim | 01.01.1974 | Main-Tauber-Kreis            |
| Tecklenburg        | 23.05.1949 | Landkreis Tecklenburg        |
| Tecklenburg        | 01.10.1969 | Kreis Tecklenburg            |
| Tecklenburg        | 01.01.1975 | A                            |
| Templin            | 03.10.1990 | Landkreis Templin            |
| Templin            | 06.12.1993 | A                            |
| Teterow            | 03.10.1990 | Landkreis Teterow            |
| Teterow            | 12.06.1994 | A                            |
| Tettnang           | 23.05.1949 | Landkreis Tettnang           |
| Tettnang           | 01.01.1973 | A                            |
| Tirschenreuth      | 23.05.1949 | Landkreis Tirschenreuth      |
| Titisee-Neustadt   | 10.10.1971 | Landkreis Hochschwarzwald    |
| Titisee-Neustadt   | 01.01.1973 | A                            |
| Tönning            | 23.05.1949 | Kreis Eiderstedt             |
| Tönning            | 26.04.1970 | A                            |
| Torgau             | 03.10.1990 | Landkreis Torgau             |
| Torgau             | 01.08.1994 | Landkreis Torgau-Oschatz     |
| Torgau             | 01.08.2008 | Landkreis Nordsachsen        |
| Traunstein         | 23.05.1949 | Landkreis Traunstein         |
| Trier              | 23.05.1949 | Landkreis Trier              |
| Trier              | 07.06.1969 | Landkreis Trier-Saarburg     |
| Tübingen           | 23.05.1949 | Landkreis Tübingen           |
| Tuttlingen         | 23.05.1949 | Landkreis Tuttlingen         |

### U
| Kreisstadt  | Datum      | Landkreis und/oder Anmerkung |
| ----------- | ---------- | ---------------------------- |
| Überlingen  | 23.05.1949 | Landkreis Überlingen         |
| Überlingen  | 01.01.1973 | A                            |
| Ueckermünde | 03.10.1990 | Landkreis Ueckermünde        |
| Ueckermünde | 12.06.1994 | A                            |
| Uelzen      | 23.05.1949 | Landkreis Uelzen             |
| Uffenheim   | 23.05.1949 | Landkreis Uffenheim          |
| Uffenheim   | 01.07.1972 | A                            |
| Ulm         | 23.05.1949 | Landkreis Ulm                |
| Ulm         | 01.01.1973 | Alb-Donau-Kreis              |
| Unna        | 23.05.1949 | Landkreis Unna               |
| Unna        | 01.10.1969 | Kreis Unna                   |
| Usingen     | 23.05.1949 | Landkreis Usingen            |
| Usingen     | 01.08.1972 | A                            |

### V
| Kreisstadt             | Datum      | Landkreis und/oder Anmerkung     |
| ---------------------- | ---------- | -------------------------------- |
| Vaihingen an der Enz   | 23.05.1949 | Landkreis Vaihingen              |
| Vaihingen an der Enz   | 01.01.1973 | A                                |
| Vechta                 | 23.05.1949 | Landkreis Vechta                 |
| Verden                 | 23.05.1949 | Landkreis Verden                 |
| Viechtach              | 23.05.1949 | Landkreis Viechtach              |
| Viechtach              | 01.07.1972 | A                                |
| Viersen                | 08.1984    | Kreis Viersen                    |
| Villingen              | 23.05.1949 | Landkreis Villingen              |
| Villingen              | 01.01.1972 | E > Villingen-Schwenningen       |
| Villingen-Schwenningen | 01.01.1972 | Landkreis Villingen-Schwenningen |
| Villingen-Schwenningen | 01.01.1973 | Schwarzwald-Baar-Kreis           |
| Vilsbiburg             | 23.05.1949 | Landkreis Vilsbiburg             |
| Vilsbiburg             | 01.07.1972 | A                                |
| Vilshofen              | 23.05.1949 | Landkreis Vilshofen              |
| Vilshofen              | 01.07.1972 | A                                |
| Vohenstrauß            | 23.05.1949 | Landkreis Vohenstrauß            |
| Vohenstrauß            | 01.07.1972 | A                                |

### W
| Kreisstadt             | Datum      | Landkreis und/oder Anmerkung          |
| ---------------------- | ---------- | ------------------------------------- |
| Waiblingen             | 23.05.1949 | Landkreis Waiblingen                  |
| Waiblingen             | 01.01.1973 | Rems-Murr-Kreis                       |
| Waldmünchen            | 23.05.1949 | Landkreis Waldmünchen                 |
| Waldmünchen            | 01.07.1972 | A                                     |
| Waldshut               | 23.05.1949 | Landkreis Waldshut                    |
| Waldshut               | 01.01.1975 | E > Waldshut-Tiengen                  |
| Waldshut-Tiengen       | 01.01.1975 | Landkreis Waldshut                    |
| Wangen im Allgäu       | 23.05.1949 | Landkreis Wangen                      |
| Wangen im Allgäu       | 01.01.1973 | A                                     |
| Wanzleben              | 03.10.1990 | Landkreis Wanzleben                   |
| Wanzleben              | 01.07.1994 | A                                     |
| Warburg                | 23.05.1949 | Landkreis Warburg                     |
| Warburg                | 01.10.1969 | Kreis Warburg                         |
| Warburg                | 01.10.1975 | A                                     |
| Waren (Müritz)         | 03.10.1990 | Landkreis Waren                       |
| Waren (Müritz)         | 12.06.1994 | Landkreis Müritz                      |
| Waren (Müritz)         | 04.09.2011 | A                                     |
| Warendorf              | 23.05.1949 | Landkreis Warendorf                   |
| Warendorf              | 01.10.1969 | Kreis Warendorf                       |
| Wasserburg am Inn      | 23.05.1949 | Landkreis Wasserburg am Inn           |
| Wasserburg am Inn      | 01.07.1972 | A                                     |
| Wegscheid              | 23.05.1949 | Landkreis Wegscheid                   |
| Wegscheid              | 01.07.1972 | A                                     |
| Weilburg               | 23.05.1949 | Oberlahnkreis                         |
| Weilburg               | 01.07.1974 | A                                     |
| Weilheim in Oberbayern | 23.05.1949 | Landkreis Weilheim in Oberbayern      |
| Weilheim in Oberbayern | 01.05.1973 | Landkreis Weilheim-Schongau           |
| Weimar                 | 03.10.1990 | Landkreis Weimar                      |
| Weimar                 | 01.07.1994 | A                                     |
| Weißenburg in Bayern   | 23.05.1949 | Landkreis Weißenburg in Bayern        |
| Weißenburg in Bayern   | 01.05.1973 | Landkreis Weißenburg-Gunzenhausen     |
| Weißenfels             | 03.10.1990 | Landkreis Weißenfels                  |
| Weißenfels             | 01.07.2007 | A                                     |
| Weißwasser/Oberlausitz | 03.10.1990 | Landkreis Weißwasser                  |
| Weißwasser/Oberlausitz | 01.08.1994 | A                                     |
| Werdau                 | 03.10.1990 | Landkreis Werdau                      |
| Werdau                 | 01.08.1994 | Landkreis Zwickauer Land              |
| Werdau                 | 01.08.2008 | A                                     |
| Wernigerode            | 03.10.1990 | Landkreis Wernigerode                 |
| Wernigerode            | 01.07.2007 | A                                     |
| Wertingen              | 23.05.1949 | Landkreis Wertingen                   |
| Wertingen              | 01.07.1972 | A                                     |
| Wesel                  | 23.05.1949 | Landkreis Rees                        |
| Wesel                  | 01.10.1969 | Kreis Rees                            |
| Wesel                  | 01.01.1975 | Kreis Wesel                           |
| Westerburg             | 23.05.1949 | Oberwesterwaldkreis                   |
| Westerburg             | 16.03.1974 | A                                     |
| Westerstede            | 23.05.1949 | Landkreis Ammerland                   |
| Wetzlar                | 23.05.1949 | Landkreis Wetzlar                     |
| Wetzlar                | 01.01.1977 | A                                     |
| Wetzlar                | 01.08.1979 | Lahn-Dill-Kreis                       |
| Wiedenbrück            | 23.05.1949 | Landkreis Wiedenbrück                 |
| Wiedenbrück            | 01.10.1969 | Kreis Wiedenbrück                     |
| Wiedenbrück            | 01.01.1970 | E > Rheda-Wiedenbrück                 |
| Wildeshausen           | 01.07.1988 | Landkreis Oldenburg (Oldenburg)       |
| Wildeshausen           | 1993       | Landkreis Oldenburg                   |
| Winsen an der Luhe     | 23.05.1949 | Landkreis Harburg                     |
| Wismar                 | 03.10.1990 | Landkreis Wismar                      |
| Wismar                 | 12.06.1994 | A                                     |
| Wismar                 | 04.09.2011 | Landkreis Nordwestmecklenburg         |
| Wittenberg             |            | → Lutherstadt Wittenberg              |
| Wittlage               | 23.05.1949 | Landkreis Wittlage                    |
| Wittlage               | 01.07.1972 | A                                     |
| Wittlich               | 23.05.1949 | Landkreis Wittlich                    |
| Wittlich               | 07.06.1969 | Landkreis Bernkastel-Wittlich         |
| Wittmund               | 23.05.1949 | Landkreis Wittmund                    |
| Wittmund               | 01.08.1977 | Landkreis Friesland                   |
| Wittmund               | 01.01.1980 | Landkreis Wittmund                    |
| Wittstock              | 03.10.1990 | Landkreis Wittstock                   |
| Wittstock              | 06.12.1993 | A                                     |
| Witzenhausen           | 23.05.1949 | Landkreis Witzenhausen                |
| Witzenhausen           | 01.01.1974 | A                                     |
| Wolfach                | 23.05.1949 | Landkreis Wolfach                     |
| Wolfach                | 01.01.1973 | A                                     |
| Wolfenbüttel           | 23.05.1949 | Landkreis Wolfenbüttel                |
| Wolfhagen              | 23.05.1949 | Landkreis Wolfhagen                   |
| Wolfhagen              | 01.08.1972 | A                                     |
| Wolfratshausen         | 23.05.1949 | Landkreis Wolfratshausen              |
| Wolfratshausen         | 01.07.1972 | A                                     |
| Wolgast                | 03.10.1990 | Landkreis Wolgast                     |
| Wolgast                | 12.06.1994 | A                                     |
| Wolmirstedt            | 03.10.1990 | Landkreis Wolmirstedt                 |
| Wolmirstedt            | 01.07.1994 | A                                     |
| Worbis                 | 03.10.1990 | Landkreis Worbis                      |
| Worbis                 | 01.07.1994 | A                                     |
| Worms                  | 23.05.1949 | Landkreis Worms                       |
| Worms                  | 07.06.1969 | A                                     |
| Wunsiedel              | 23.05.1949 | Landkreis Wunsiedel                   |
| Wunsiedel              | 01.05.1973 | Landkreis Wunsiedel im Fichtelgebirge |
| Würzburg               | 23.05.1949 | Landkreis Würzburg                    |
| Wurzen                 | 03.10.1990 | Landkreis Wurzen                      |
| Wurzen                 | 01.08.1994 | A                                     |

### Z
| Kreisstadt   | Datum      | Landkreis und/oder Anmerkung |
| ------------ | ---------- | ---------------------------- |
| Zeitz        | 03.10.1990 | Landkreis Zeitz              |
| Zeitz        | 01.07.1994 | A                            |
| Zell (Mosel) | 23.05.1949 | Landkreis Zell (Mosel)       |
| Zell (Mosel) | 07.06.1969 | A                            |
| Zella-Mehlis | 03.10.1990 | Landkreis Suhl               |
| Zella-Mehlis | 01.07.1994 | A                            |
| Zerbst       | 03.10.1990 | Landkreis Zerbst             |
| Zerbst       | 01.07.1994 | Landkreis Anhalt-Zerbst      |
| Zerbst       | 01.07.2007 | A                            |
| Zeulenroda   | 03.10.1990 | Landkreis Zeulenroda         |
| Zeulenroda   | 01.07.1994 | A                            |
| Ziegenhain   | 23.05.1949 | Landkreis Ziegenhain         |
| Ziegenhain   | 31.12.1970 | E > Schwalmstadt             |
| Zirndorf     | 18.02.2003 | Landkreis Fürth              |
| Zittau       | 03.10.1990 | Landkreis Zittau             |
| Zittau       | 01.08.1994 | Sächsischer Oberlausitzkreis |
| Zittau       | 01.01.1995 | Landkreis Löbau-Zittau       |
| Zittau       | 01.08.2008 | A                            |
| Zossen       | 03.10.1990 | Landkreis Zossen             |
| Zossen       | 06.12.1993 | A                            |
| Zschopau     | 03.10.1990 | Landkreis Zschopau           |
| Zschopau     | 01.08.1994 | A                            |
| Zweibrücken  | 23.05.1949 | Landkreis Zweibrücken        |
| Zweibrücken  | 22.04.1972 | A                            |
| Zwickau      | 03.10.1990 | Landkreis Zwickau            |
| Zwickau      | 01.08.1994 | A                            |
| Zwickau      | 01.08.2008 | Landkreis Zwickau            |

## Landkreise mit mehr als zwei ehemaligen Kreisstädten
In den folgenden Listen werden alle Landkreise aufgeführt, in denen sich drei und mehr ehemalige Kreisstädte (und ggf. Kreishauptorte) befinden:
Landkreise mit sechs ehemaligen Kreisstädten
| Landkreis                   | Land                   | Kreisstadt     | ehemalige Kreisstädte                                                    |
| --------------------------- | ---------------------- | -------------- | ------------------------------------------------------------------------ |
| Mecklenburgische Seenplatte | Mecklenburg-Vorpommern | Neubrandenburg | Altentreptow, Demmin, Malchin, Neustrelitz, Röbel/Müritz, Waren (Müritz) |
| Mittelsachsen               | Sachsen                | Freiberg       | Brand-Erbisdorf, Döbeln, Flöha, Hainichen, Mittweida, Rochlitz           |

Landkreise mit fünf ehemaligen Kreisstädten
| Landkreis             | Land                   | Kreisstadt        | ehemalige Kreisstädte                                                     |
| --------------------- | ---------------------- | ----------------- | ------------------------------------------------------------------------- |
| Erzgebirgskreis       | Sachsen                | Annaberg-Buchholz | Aue, Marienberg, Schwarzenberg/Erzgebirge, Stollberg/Erzgebirge, Zschopau |
| Vorpommern-Greifswald | Mecklenburg-Vorpommern | Greifswald        | Anklam, Pasewalk, Strasburg, Ueckermünde, Wolgast                         |

Landkreise mit vier ehemaligen Kreisstädten
| Landkreis           | Land                   | Kreisstadt | ehemalige Kreisstädte                                                      |
| ------------------- | ---------------------- | ---------- | -------------------------------------------------------------------------- |
| Burgenlandkreis     | Sachsen-Anhalt         | Naumburg   | Hohenmölsen, Nebra (Unstrut), Weißenfels, Zeitz                            |
| Görlitz             | Sachsen                | Görlitz    | Löbau, Niesky, Weißwasser/Oberlausitz, Zittau                              |
| Ludwigslust-Parchim | Mecklenburg-Vorpommern | Parchim    | Hagenow, Lübz, Ludwigslust, Sternberg                                      |
| Ortenaukreis        | Baden-Württemberg      | Offenburg  | Kehl, Lahr, Renchen, Wolfach                                               |
| Schwandorf          | Bayern                 | Schwandorf | Burglengenfeld, Nabburg, Neunburg vorm Wald, Oberviechtach                 |
| Vogtlandkreis       | Sachsen                | Plauen     | Auerbach/Vogtland, Klingenthal, Oelsnitz/Vogtland, Reichenbach im Vogtland |

Landkreise mit drei ehemaligen Kreisstädten
| Landkreis                        | Land                   | Kreisstadt       | ehemalige Kreisstädte                                                    |
| -------------------------------- | ---------------------- | ---------------- | ------------------------------------------------------------------------ |
| Ansbach                          | Bayern                 | Ansbach          | Dinkelsbühl, Feuchtwangen, Rothenburg ob der Tauber                      |
| Bautzen                          | Sachsen                | Bautzen          | Bischofswerda, Hoyerswerda, Kamenz                                       |
| Börde                            | Sachsen-Anhalt         | Haldensleben     | Oschersleben (Bode), Wanzleben, Wolmirstedt                              |
| Cham                             | Bayern                 | Cham             | Kötzting, Roding, Waldmünchen                                            |
| Göttingen                        | Niedersachsen          | Göttingen        | Duderstadt, Hann. Münden, Osterode am Harz                               |
| Hannover, Region                 | Niedersachsen          | Hannover         | Burgdorf, Neustadt am Rübenberge, Springe                                |
| Hof                              | Bayern                 | Hof              | Münchberg, Naila, Rehau                                                  |
| Leipzig                          | Sachsen                | Borna            | Geithain, Grimma, Wurzen                                                 |
| Main-Spessart                    | Bayern                 | Karlstadt        | Gemünden am Main, Lohr am Main, Marktheidenfeld                          |
| Rostock                          | Mecklenburg-Vorpommern | Güstrow          | Bad Doberan, Bützow, Teterow                                             |
| Nordsachsen                      | Sachsen                | Torgau           | Delitzsch, Eilenburg, Oschatz                                            |
| Vorpommern-Rügen                 | Mecklenburg-Vorpommern | Stralsund        | Bergen auf Rügen, Grimmen, Ribnitz-Damgarten                             |
| Osnabrück                        | Niedersachsen          | Osnabrück        | Bersenbrück, Melle, Wittlage                                             |
| Passau                           | Bayern                 | Passau           | Griesbach im Rottal, Vilshofen, Wegscheid                                |
| Salzlandkreis                    | Sachsen-Anhalt         | Bernburg (Saale) | Aschersleben, Schönebeck, Staßfurt                                       |
| Sächsische Schweiz-Osterzgebirge | Sachsen                | Pirna            | Dippoldiswalde, Freital, Sebnitz                                         |
| Schwalm-Eder-Kreis               | Hessen                 | Homberg (Efze)   | Fritzlar, Melsungen, Schwalmstadt (bis zum 30. Dezember 1970 Ziegenhain) |
| Zwickau                          | Sachsen                | Zwickau          | Glauchau, Hohenstein-Ernstthal, Werdau                                   |